# Kandyd (powiastka filozoficzna)
Kandyd, czyli optymizm – oświeceniowa satyryczna powiastka filozoficzna francuskiego filozofa Voltaire’a, po raz pierwszy wydana w 1759 r. Pełny tytuł powiastki brzmi Candide, ou L'Optimisme, traduit de l'Allemand de M. Le Docteur Ralph, avec les additions qu'on a trouvées dans la poche du docteur, lorsqu'il mourut à Minden, l'an de grâce 1759, a w polskim nowym przekładzie Tadeusza Boya-Żeleńskiego: Kandyd, czyli optymizm. Dzieło przełożone z niemieckiego rękopisu doktora Ralfa z przyczynkami znalezionymi w kieszeni tegoż doktora zmarłego w Minden roku Pańskiego 1759. Pierwsze zaś polskie wydanie w przekładzie Jacka Przybylskiego pochodzi jeszcze z czasów I Rzeczypospolitej i ukazało się w 1780 roku. Tytułowy bohater, Kandyd, który na początku powiastki żyje w cieplarnianych warunkach („raju ziemskim”) na zamku w Westfalii i jest karmiony przez swojego preceptora Panglossa leibnizowską filozofią optymizmu, na skutek nieszczęśliwego zbiegu okoliczności zostaje wygnany z tego raju i, tułając się po różnych krajach i kontynentach, przeżywa nieprawdopodobne przygody, które nieustannie wystawiają na szwank jego wiarę w dobroć świata. Na końcu powiastki Voltaire odrzuca twierdzenie Leibniza, jakoby ludzie żyli w „najlepszym z możliwych światów” i ustami Kandyda stawia tezę, że „trzeba uprawiać nasz ogródek”.
Kandyd jest napisany stylem ironicznym i sarkastycznym, cechuje się szybką narracją, pełną fantastycznych wydarzeń i nagłych zwrotów akcji. W warstwie treściowej Kandyd wykazuje cechy tak zwanej „powieści rozwojowej” (Bildungsroman) i powieści łotrzykowskiej, będąc jednocześnie parodią powieści przygodowych i romansów swojej epoki. Akcja Kandyda jest częściowo oparta na faktach historycznych, nawiązując np. do wydarzeń wojny siedmioletniej i trzęsienia ziemi w Lizbonie w 1755 r. W Kandydzie znajduje swoje odzwierciedlenie wiele problemów filozoficznych, na które zarówno w XVIII wieku jak i obecnie próbują znaleźć odpowiedź filozofowie – przede wszystkim problem zła. Przybierając postać alegorii, Kandyd jest satyrą na sposób rozpatrywania tych kwestii filozoficznych przez filozofów jak i samych filozofów (przede wszystkim koncentrując się tu na filozofii leibnizowskiej), ale też inne podmioty społeczeństwa oświeceniowego – kler, teologów, rządy i armie.
Natychmiast po publikacji Kandyd odniósł ogromny sukces wydawniczy, stając się też jednak wielkim skandalem. Książka (którą Voltaire wydał anonimowo) w wielu krajach była zakazywana – oskarżano ją o bluźnierstwo, podburzanie do niepokojów politycznych i antyintelektualizm. Obecnie Kandyd jest uważany za największe dzieło Voltaire’a i jedno z najważniejszych dzieł literatury francuskiej.

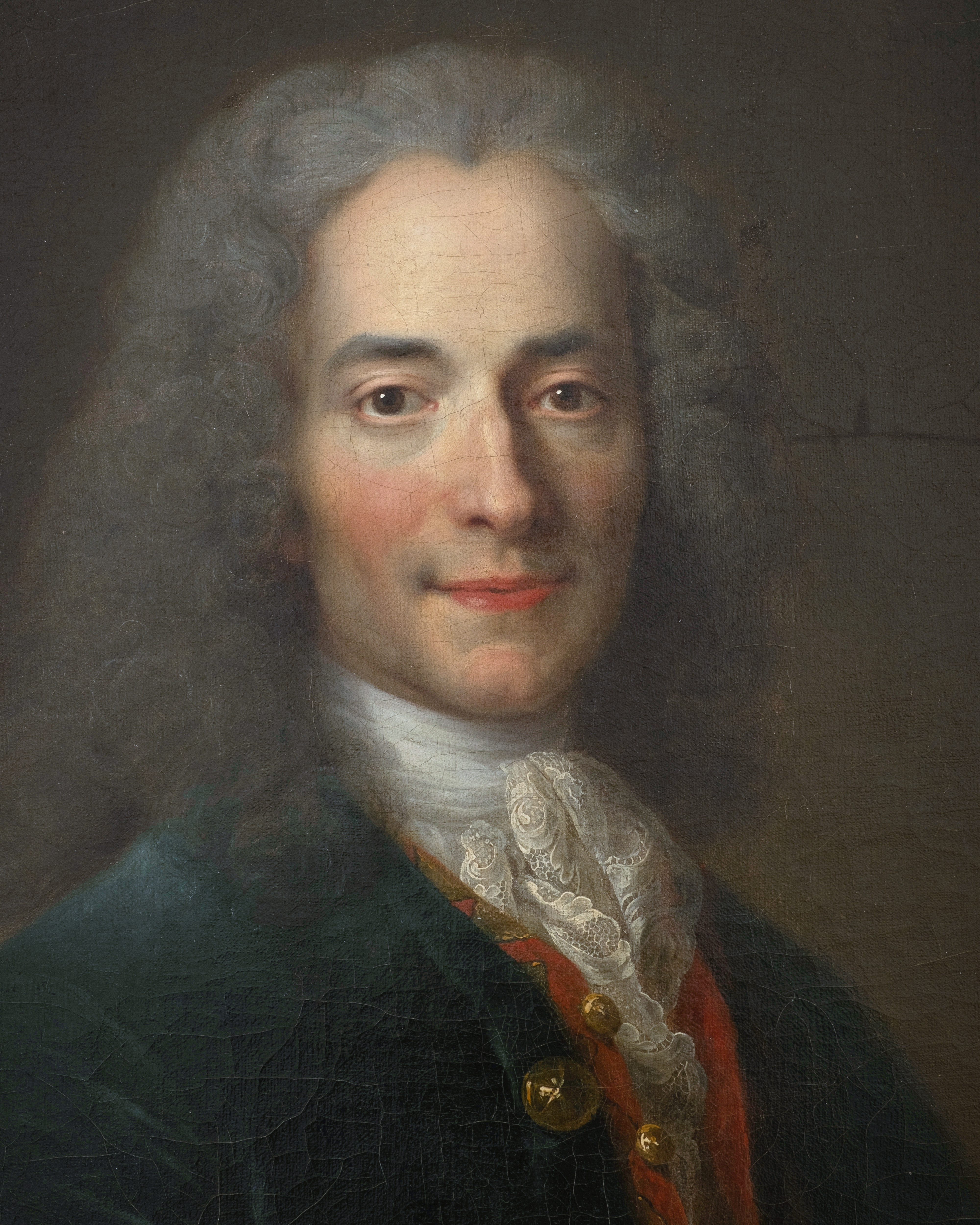
Voltaire

Pełny tekst:  Kandyda  w Wikiźródłach 

  Pobierz jako: EPUB   • PDF   • MOBI  

## Tło historyczne i literackie

### Trzęsienie ziemi w Lizbonie w 1755 r.

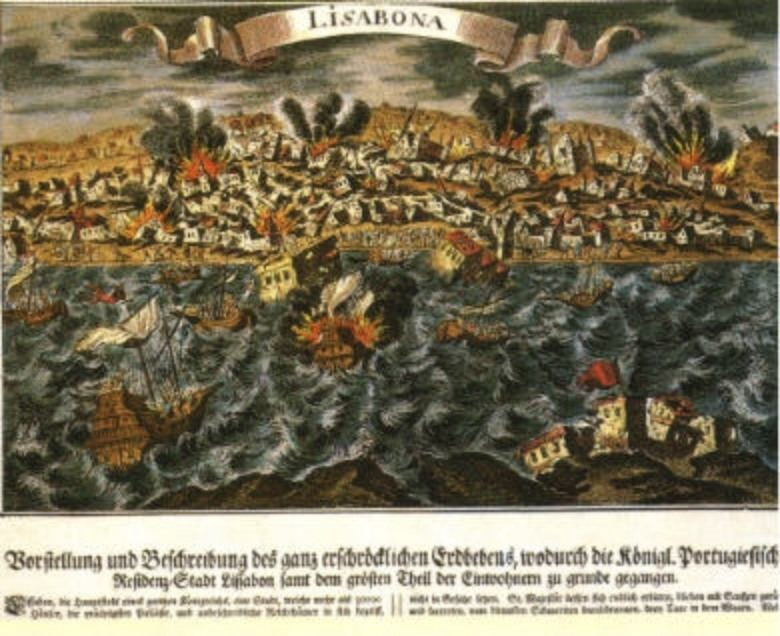
Trzęsienie ziemi w Lizbonie w 1755 r.

Inspiracją do napisania Kandyda był dla Voltaire’a szereg wydarzeń historycznych, przede wszystkim wojna siedmioletnia i trzęsienie ziemi w Lizbonie w 1755 r. Zwłaszcza to ostatnie wydarzenie, podczas którego 1 listopada (w Dzień Wszystkich Świętych) 1755 r., na skutek trzęsienia ziemi i będącego jego skutkiem tsunami i pożarów zginęło według niektórych szacunków ok. 100 tys. osób, wstrząsnęło umysłami XVIII-wiecznych teologów, jak również samego Voltaire’a. Wydarzenie to przede wszystkim podważyło współczesną doktrynę optymizmu, opartego na teodycei Gotfrieda Wilhelma Leibniza, według której żyjemy na najlepszym z możliwych światów, ponieważ Bóg musi pragnąć dobra, a zło, którego na co dzień doświadczamy, jest tylko niezbędne dla doskonalenia całości. Trzęsienie ziemi było dla filozofów i myślicieli owego czasu bardzo trudne do pogodzenia z taką wizją świata.

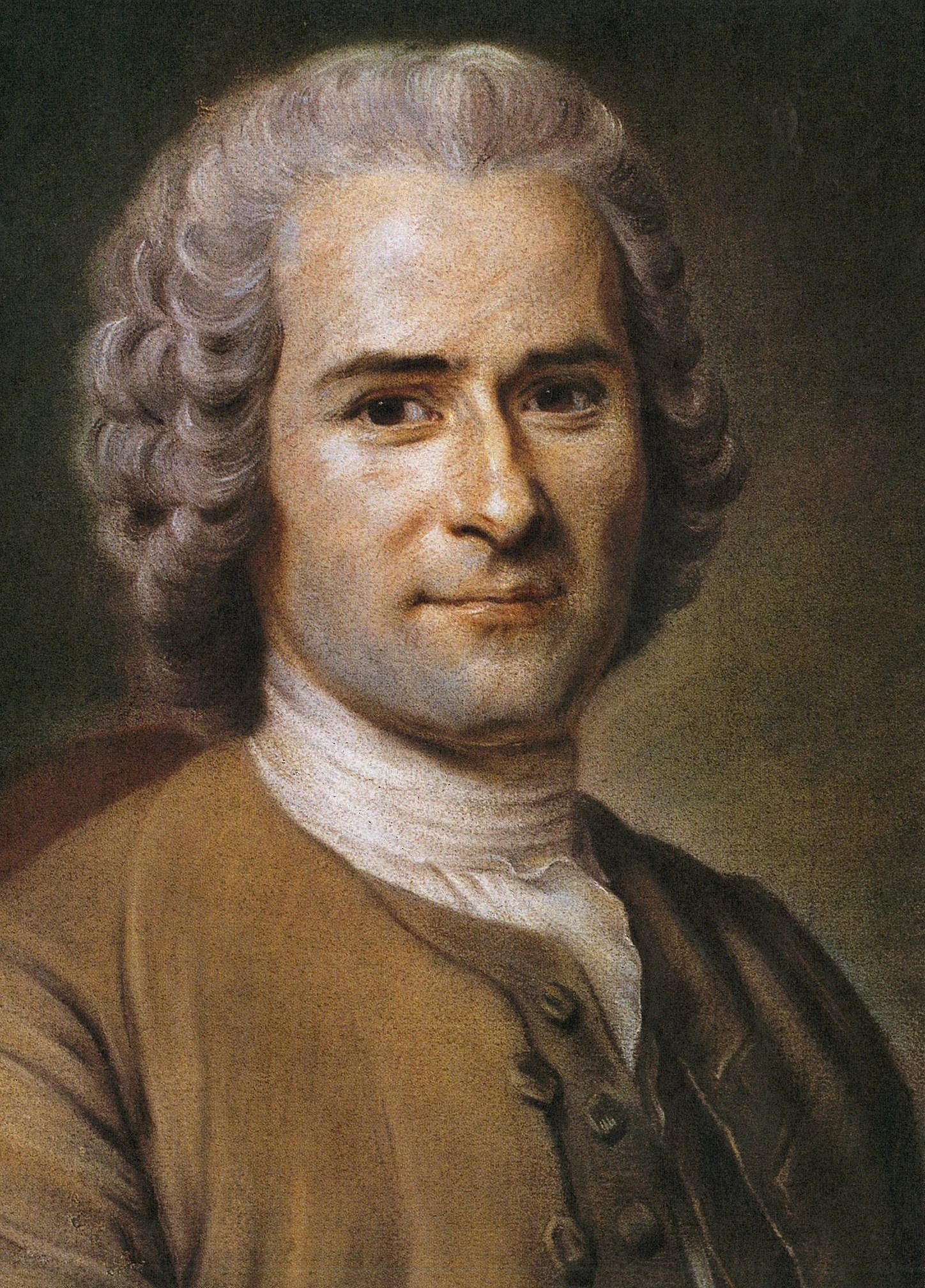
Jean-Jacques Rousseau

Po tej klęsce żywiołowej Voltaire odrzucał leibnizowski optymizm. Zarówno w Kandydzie jak i swoim Poemacie o zagładzie Lizbony (Poème sur le désastre de Lisbonne) opisał trzęsienie, uznając je za jedną z największych katastrof na tym „najlepszym z możliwych światów”. Przyczyną tego pesymizmu mogło być też wyolbrzymianie rozmiarów zniszczeń po trzęsieniu ziemi w przesadzonych relacjach z tego wydarzenia, jakie krążyły wtedy po Europie. Swoją wiedzę o trzęsieniu ziemi w Lizbonie Voltaire czerpał prawdopodobnie z opublikowanego w 1755 r. dzieła Relation historique du Tremblement de Terre survenu à Lisbonne autorstwa Ange Goudara.
Przyjmuje się, że bezpośrednim bodźcem, który skłonił Voltaire’a do napisania Kandyda, był natomiast tzw. List o Opatrzności szwajcarskiego filozofa Jean-Jacques’a Rousseau, który ten napisał do Voltaire’a po przeczytaniu w 1756 r. jego Poematu o zagładzie Lizbony. W swoim liście Rousseau stwierdził najpierw, że był „uderzony, iż widzi tego biednego człowieka przywalonego, aby tak rzec, pomyślnością i sławą, jak gorzko wciąż deklamuje przeciw nędzom życia i znajduje ustawicznie, że wszystko jest złe, powziął szalony pomysł, aby mu przemówić do duszy i udowodnić mu, że wszystko jest dobre”, następnie wystąpił w obronie Opatrzności (czyli opieki Boskiej nad ludzkością), której istnienie Voltaire podawał w wątpliwość. Kandyd jest więc w pewnym sensie odpowiedzią na ten list Rousseau.

### Inspiracje literackie

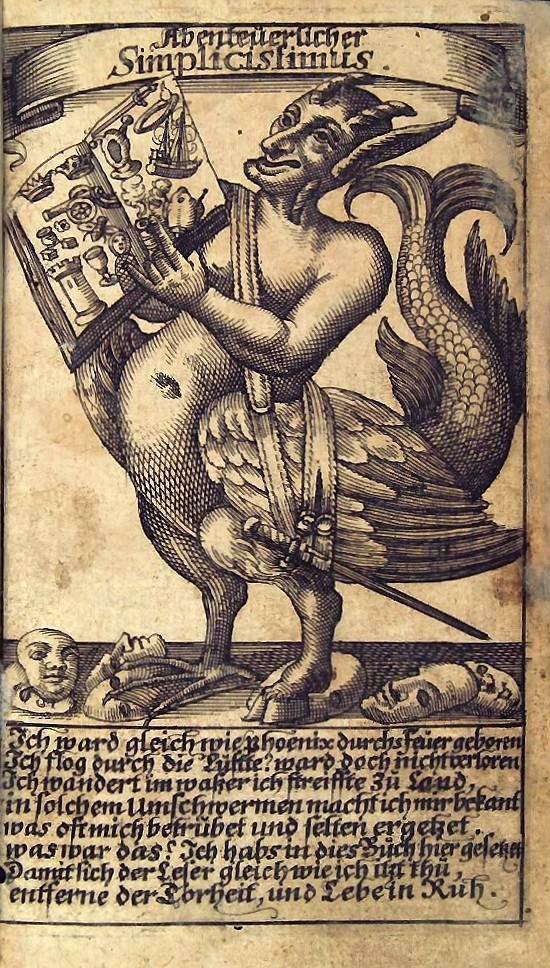
Frontyspis Przygód Simplicissimusa, książki, która była jedną z inspiracji Kandyda

Kolejnym źródłem inspiracji Voltaire’a mogła być literatura niemiecka, zwłaszcza rozgrywające się podczas wojny trzydziestoletniej Przygody Simplicissimusa Hansa Jakoba Christoffela von Grimmelshausena z 1669 r. Tytułowy bohater tej najbardziej znanej niemieckiej powieści łotrzykowskiej jest uosobieniem cech niemieckiego charakteru narodowego, jak go postrzegano w XVIII wieku, to jest prostoty, naiwności i sentymentalizmu, w których to cechach bardzo przypomina Kandyda.
Podczas pisania Kandyda Voltaire prawdopodobnie czerpał też z innych wzorów literackich. Z literatury angielskiej najwyraźniejsze pokrewieństwa powieść Voltaire’a wykazuje z Podróżami Guliwera Jonathana Swifta z 1726 r. (pechowy i nieobdarzony dużym sprytem Guliwer, podobnie jak Kandyd, podróżuje do odległych krajów, gdzie przeżywa nieprawdopodobne przygody). Z literatury francuskiej inspiracją dla Kandyda mogły być Przygody Telemacha François Fénelona z 1699 r. oraz powieść Le Cosmopolite Louis-Charlesa Fougeret de Monbron z 1750 r. W Podróżach Telemacha występuje postać roztropnego nauczyciela, którego Voltaire mógł sparodiować w postaci Panglossa; bohater powieści Monbrona z kolei odbywa szereg podróży, które doprowadzają go, podobnie jak Kandyda, do utraty złudzeń.

## WydanieKandyda

### Powstanie dzieła

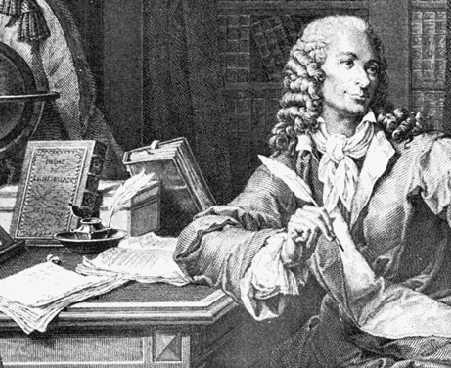
Voltaire przy swoim biurku

Voltaire (którego prawdziwe imię i nazwisko brzmiało François Marie Arouet, żył w latach 1694–1778), kiedy wydarzyło się trzęsienie ziemi w Lizbonie, był już słynnym pisarzem, znanym ze swojego talentu satyrycznego. W 1746 r. został członkiem Akademii Francuskiej. Był deistą, gorącym propagatorem tolerancji religijnej i krytykiem rządów autorytarnych, które określał mianem „tyrańskich”. Kandyd jest nie tylko najbardziej znanym dziełem z bardzo obszernej twórczości Voltaire’a, obejmującej dzieła filozoficzne, polityczne i literackie. Kandyd jest również najbardziej znanym przykładem gatunku literackiego powiastki filozoficznej (conte philosophique), którego Voltaire był współtwórcą i który zdobył sobie znaczną popularność w XVIII i na początku XIX wieku. Do gatunku tego należały też takie wcześniejsze utwory Voltaire’a jak Zadig, Mikromegas i Prostaczek; wszystkie stanowiły krytykę XVIII-wiecznego społeczeństwa, ubraną w szatę alegorii i lekkiej, dowcipnej prozy literackiej.
Dokładna data napisania Kandyda jest nieznana; prawdopodobnie Voltaire zaczął pracę nad utworem w 1757 r. i ukończył ją pod koniec 1758 r. Uważa się, że większą część utworu Voltaire napisał w swoim domu w Ferney, fragmenty powstały również na dworze Karola Teodora Wittelsbacha, elektora Palatynatu, w Schwetzingen w Niemczech, gdzie Voltaire przebywał przez trzy tygodnie w 1758 r. Legenda mówiąca o tym, jakoby Voltaire napisał Kandyda w trzy dni, nie jest zgodna z prawdą; przekonanie to pochodzi prawdopodobnie z błędnego zrozumienia pracy La Vie intime de Voltaire aux Délices et à Ferney Luciena Pereya i Gastona Maugrasa z 1885 r. Przyczyną tej legendy może też być rwany tok narracji i pozornie chaotyczna konstrukcja Kandyda, w rzeczywistości starannie zaplanowana przez autora.

### Rękopisy
Zachował się tylko jeden rękopis Kandyda pochodzący sprzed publikacji dzieła w 1759 r. Rękopis ten (tzw. La Vallière Manuscript) został odkryty przez Irę O. Wade'a w 1956 r. Prawdopodobnie Voltaire wysyłał ten rękopis partiami do księcia i księżnej La Vallière jesienią 1758 r. Pod koniec XVIII wieku został przesłany do Bibliothèque de l'Arsenal, gdzie pozostawał nieodkryty przez prawie 200 lat. Rękopis La Vallière był prawdopodobnie dyktowany przez Voltaire’a jego sekretarzowi Wagnière'owi, następnie pisarz bezpośrednio na nim nanosił poprawki. Przypuszcza się, że istniał też drugi rękopis, przepisany przez Wagnière'a i przesłany elektorowi Karolowi Teodorowi, który gościł Voltaire’a latem 1758 r., rękopis ten nie został jednak odnaleziony.

### Wydanie dzieła w 1759 r.
Kandyd został wydany przez Voltaire’a jednocześnie w pięciu krajach na początku stycznia 1759 r. (dokładna data publikacji nie jest znana). Z tego roku tylko w języku francuskim zachowało się do dziś aż 17 wydań Kandyda (nie jest do końca ustalone, które z nich jest najwcześniejsze). Jeszcze w tym samym roku Kandyd został przetłumaczony też na inne języki: włoski i (trzykrotnie) na angielski. Z powodu kontrowersyjnych czy wręcz „wywrotowych” treści książki Voltaire wydał dzieło anonimowo jednocześnie w kilku oficynach; wydawcy byli zobowiązani do zachowania jego autorstwa w tajemnicy, chociaż autorstwa Voltaire’a większość czytelników i tak się domyślała. Największą liczbę egzemplarzy wydrukowano w Genewie w oficynie braci Kramer, Amsterdamie u Marca-Michela Reya, Londynie u Jeana Nurse'a i Paryżu w oficynie Lamberta.
W późniejszych wydaniach Voltaire wprowadzał jeszcze w Kandydzie przeważnie niewielkie poprawki, jedyna poważna zmiana tekstu nastąpiła w 1761 r., kiedy to Voltaire poszerzył rozdział XXII, dotyczący pobytu Kandyda we Francji (uczynił to za namową księcia La Vallière, który w pierwotnej wersji widział pewne niedostatki). Ostatnie wydanie Kandyda, które było autoryzowane przez Voltaire’a i ukazało się jeszcze za jego życia, zostało opublikowane w oficynie Cramera w 1775 r. jako część tak zwanych l'éditions encadrées („edycji nadzorowanych”).

### Ilustracje książki

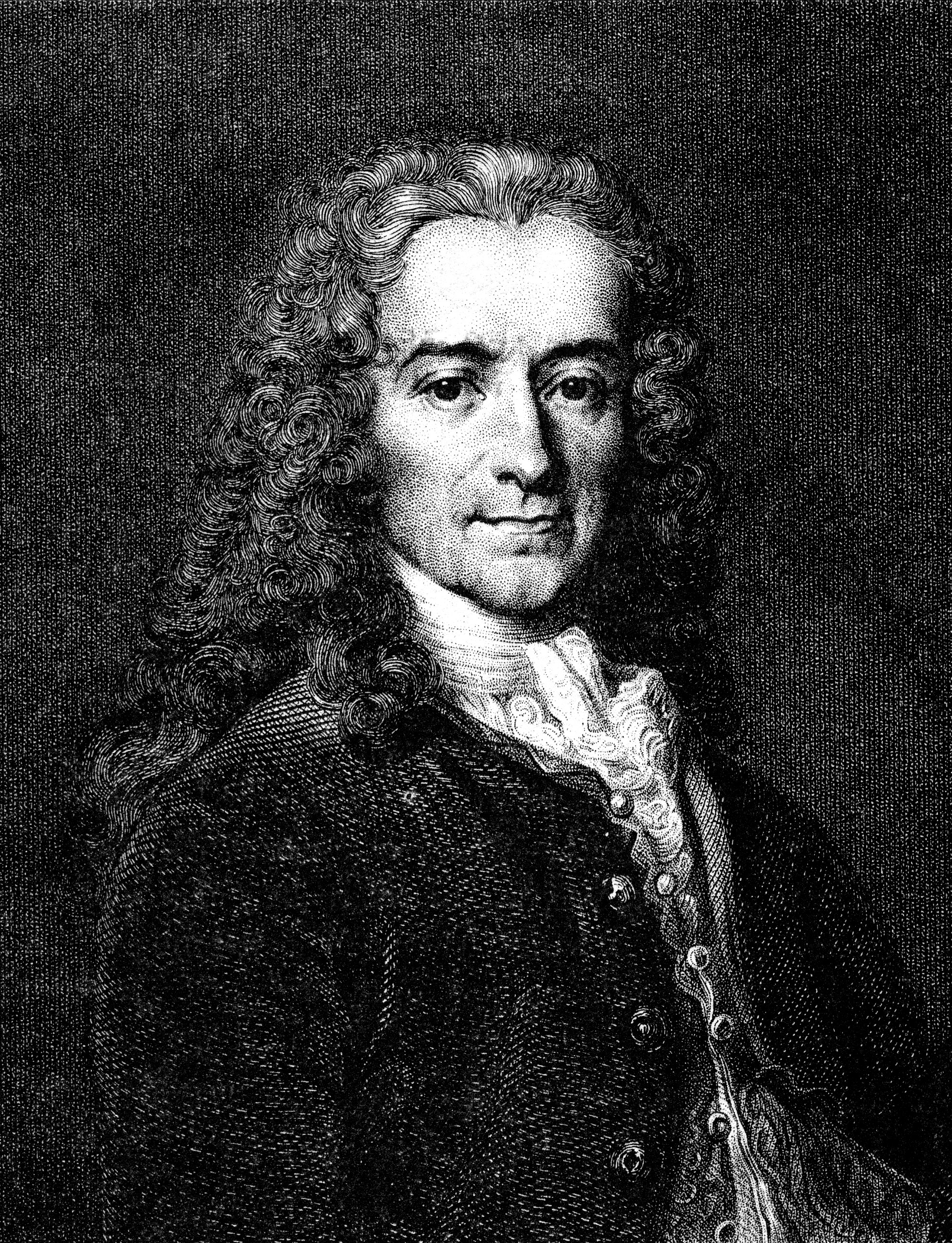
Portret Voltaire’a Jeana-Michela Moreau

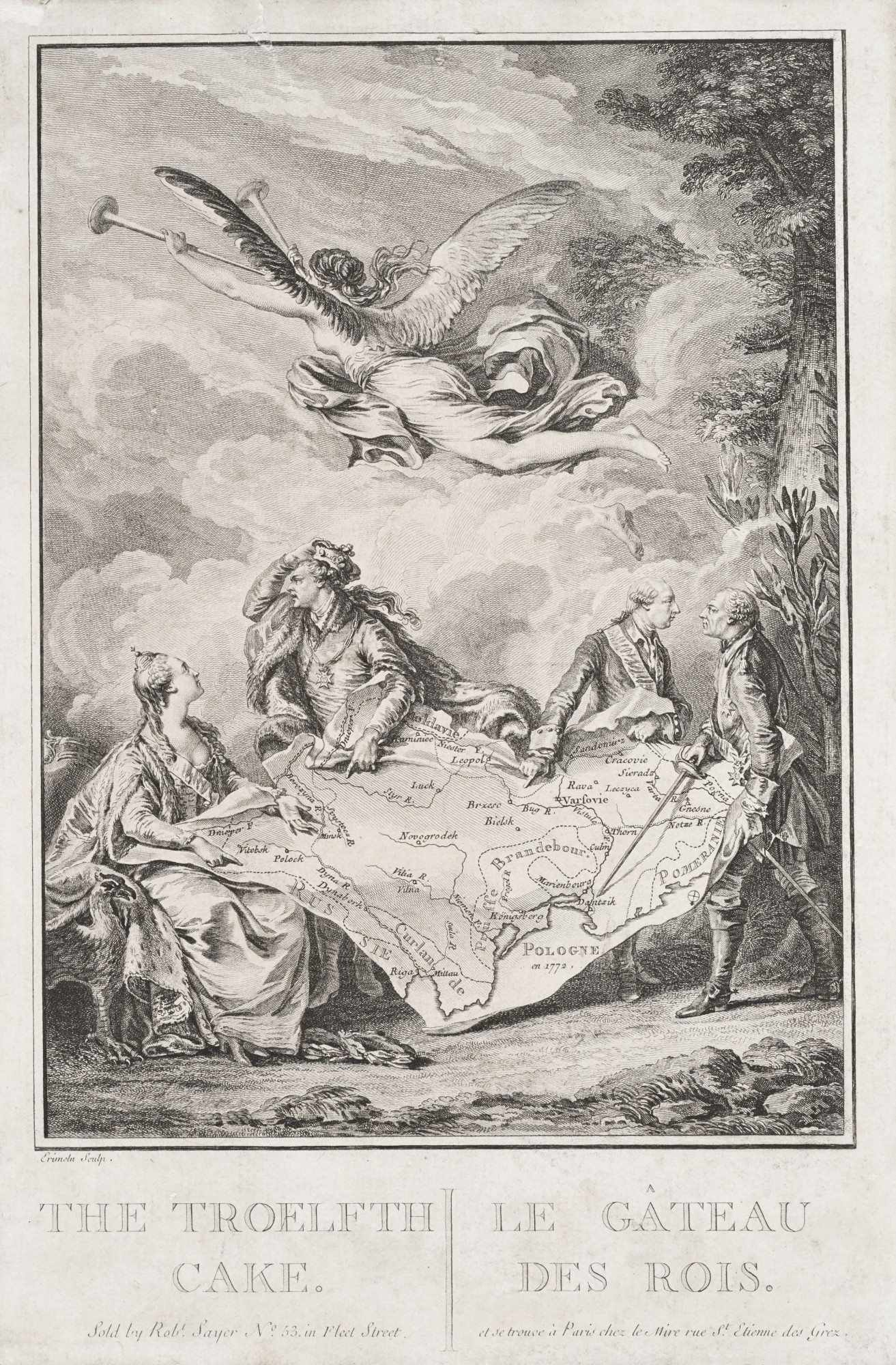
Jean-Michel Moreau był też autorem rysunku przedstawiającego alegorię I rozbioru Polski, na podstawie którego Nicolas Noël Le Mire wykonał powyższy miedzioryt

Voltaire był z gruntu przeciwny zamieszczaniu ilustracji w swoich dziełach, czemu dał wyraz np. w liście do pisarza i wydawcy Charlesa Josepha Panckouckela z 1778 r.:

Je crois que des Estampes seraient fort inutiles. Ces colifichets n'ont jamais été admis dans les éditions de Cicéron, de Virgile et d'Horace.

Uważam, że ilustracje te są całkowicie bezużyteczne. Na ozdóbki te nigdy nie pozwalano w dziełach Cycerona, Wergiliusza i Horacego.

Pomimo tego niechętnego stosunku Voltaire’a do zamieszczania rycin w jego dziełach, Kandyd był ilustrowany już w XVIII wieku. Pierwszym ilustratorem Kandyda był Jean-Michel Moreau. W 1787 wykonał on szereg rysunków do powieści, cztery z nich stały się podstawą rycin wykonanych przez Pierre-Charlesa Baquoy i zamieszczonych w dziełach zebranych Voltaire’a (Oeuvres Complètes de Voltaire) z tegoż roku. Po raz drugi rysunki Moreau zostały wykorzystane do wykonania rycin przez różnych grafików do wydania w 1803 r. XX-wieczny artysta Paul Klee stwierdził, że czytając Kandyda odkrył swój własny styl artystyczny, sam też zilustrował powiastkę Voltaire’a w 1920 r. Ilustracje Moreau zostały też wykorzystane w niniejszym artykule w streszczeniu powieści.

## Streszczenie
Kandyd składa się z trzydziestu rozdziałów, z których każdy opowiada o jednym epizodzie z życia tytułowego bohatera (czasami też z życia innych postaci powieści). Akcję całego utworu można podzielić w dwojaki sposób. Według pierwszego podziału Kandyd składa się z dwóch części, przedzielonych pobytem protagonisty powieści w Eldorado; według drugiego podziału akcja Kandyda dzieli się na trzy części, z których każda rozgrywa się w innej części świata. Jeśli przyjmiemy pierwszy podział, w pierwszej połowie Kandyda mamy do czynienia z akcją wznoszącą się ku kulminacji, jakim jest pobyt w Eldorado, a w drugiej połowie z opadającą, zmierzającą ku rozwiązaniu. Struktura taka jest typowa dla powieści łotrzykowskich owego czasu, w których bohater wiele podróżuje, często w poszukiwaniu jakiejś osoby lub rzeczy, przeżywając przy tym różne przygody. Według drugiego podziału trzydzieści rozdziałów powiastki można podzielić na trzy równe części, których akcja rozgrywa się w następujących częściach świata: od rozdziału I do X w Europie, od rozdziału XI do XX w Ameryce i od rozdziału XXI do XXX ponownie w Europie i imperium osmańskim. W poniższym streszczeniu przyjęto ten drugi podział.

### Rozdziały I – X
Opowieść o Kandydzie rozpoczyna się w zamku barona de Thunder-ten-tronckha w Westfalii, w którym mieszka też żona barona, jego córka Kunegunda, preceptor (nauczyciel) Pangloss, pokojówka Pakita i sam Kandyd, który prawdopodobnie jest synem siostry barona z nieprawego łoża. Kandyd, „którego natura obdarzyła charakterem najłagodniejszym w świecie” i „którego fizjonomia odzwierciedla jego duszę” (stąd, jak przypuszcza narrator, nadano mu takie imię, które w języku francuskim – Candide – oznacza „dobroduszny”, „naiwny”) jest młodzieńczo zauroczony Kunegundą. Pangloss, wieczny optymista, preceptor, który wykłada „tajniki metafizyko-teologo-kosmologo-nigologii”, naucza Kandyda, że żyją na „najlepszym z możliwych światów” i że „wszystko jest najlepsze”. Stwierdzenia te są odzwierciedleniem podstawowych zasad filozofii optymizmu leibnizowskiego, której Kandyd hołduje przez większą część historii – aż do ostatecznej utraty złudzeń przez siebie Kandyd uważa się za mającego szczęście a świat za dobre miejsce. Imię Panglossa pochodzi z języka greckiego od słów πᾶν (wszystko) i γλῶσσα (język) i sugeruje pustość jego twierdzeń, a jego pierwowzorem była być może niemiecka księżna Luise Dorothea von Sachsen-Meiningen, zwolenniczka filozofii Gottfrieda Wilhelma Leibniza, z którą Voltaire prowadził korespondencję.

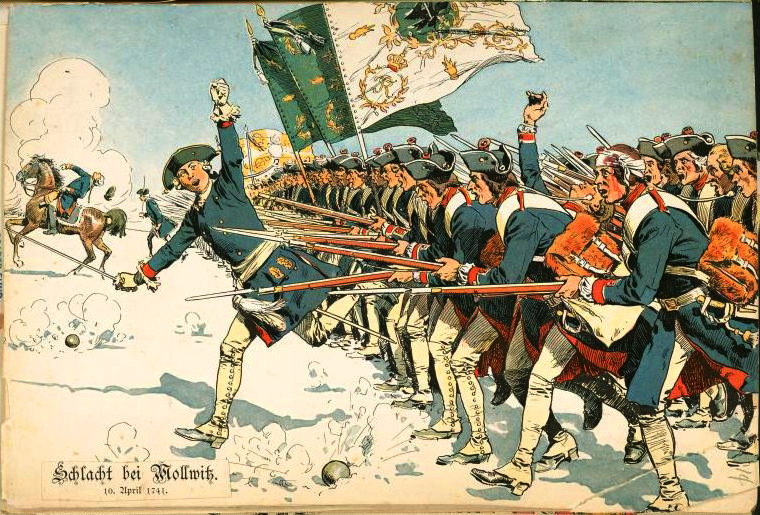
Natarcie pruskich żołnierzy (grafika przedstawia bitwę pod Małujowicami w 1741 r.)

Życie toczy się zwykłym trybem i wszystko układa się dobrze w zamku barona, dopóki Kunegunda nie widzi przypadkiem, jak Pangloss w przyzamkowym lasku „daje lekcje eksperymentalnej fizyki” pokojówce Pakicie. Zachęcona tym pokazem uczuć, następnego dnia Kunegunda upuszcza chusteczkę obok Kandyda, prowokując go tym samym do pocałunku. Za to zuchwalstwo Kandyd zostaje wypędzony przez barona z zamku. Błąkając się po okolicy, zwraca uwagę dwóch mężczyzn, którzy poszukują rekrutów do bułgarskiego (czytaj: pruskiego) wojska, i jest siłą wcielony do armii. Po próbie dezercji otrzymuje chłostę i o mało co nie zostaje rozstrzelany, w ostatniej chwili zostaje jednak ułaskawiony przez króla Bułgarów (pod którego postacią w powieści kryje się król Prus Fryderyk II Wielki) i zmuszony do udziału w wielkiej bitwie pomiędzy Bułgarami a Abarami (czytaj: Francuzami). Z pola bitwy Kandydowi udaje się wreszcie umknąć do Holandii, gdzie pomaga mu anabaptysta Jakub. Samarytańska troska, jaką Jakub otacza Kandyda, wzmacnia jeszcze jego optymizm i wiarę, że „wszystko w świecie dzieje się najlepiej”. Wkrótce potem Kandyd ku swojemu przerażeniu spotyka jednak swojego mistrza Panglossa, który teraz okazuje się żebrakiem, chorym na syfilis. Pangloss wyjaśnia mu, że zaraził się chorobą od Pakity, a następnie doprowadza Kandyda do rozpaczy, wyjawiając mu, że Kunegunda nie żyje – została zamordowana wraz z całą rodziną podczas najazdu żołnierzy bułgarskich na zamek barona Thunder-ten-tronckha, do którego doszło wkrótce po wypędzeniu Kandyda. Anabaptysta Jakub przygarnia też Panglossa i pokrywa koszty jego leczenia – podczas kuracji Pangloss traci „tylko” jedno oko i jedno ucho.
Po dwóch miesiącach Jakub musi udać się w interesach do Lizbony, w podróż zabiera z sobą Kandyda i Panglossa. Pod koniec morskiej podróży dopada ich jednak burza, która niszczy statek. Jakub ratuje pewnego majtka, który nieomal wypadł ze statku; zaraz potem jednak sam wypada za burtę, a dopiero co uratowany „nieludzki” majtek „pozwala mu zginąć, nie racząc nawet na niego spojrzeć”. Jakub tonie w morskich odmętach; w końcu z załogi statku życie udaje się ocalić tylko Kandydowi, Panglossowi i wspomnianemu majtkowi, którzy o własnych siłach i na belce dopływają do brzegów Portugalii.

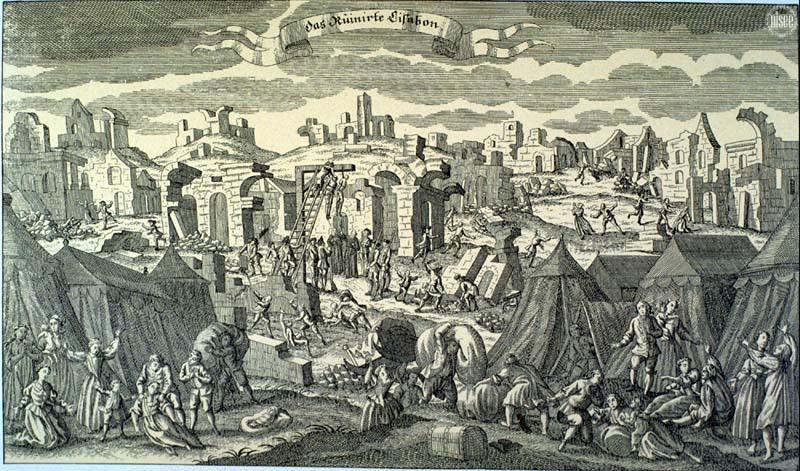
W ruinach Lizbony po trzęsieniu ziemi. W środku grafiki widać scenę wieszania.

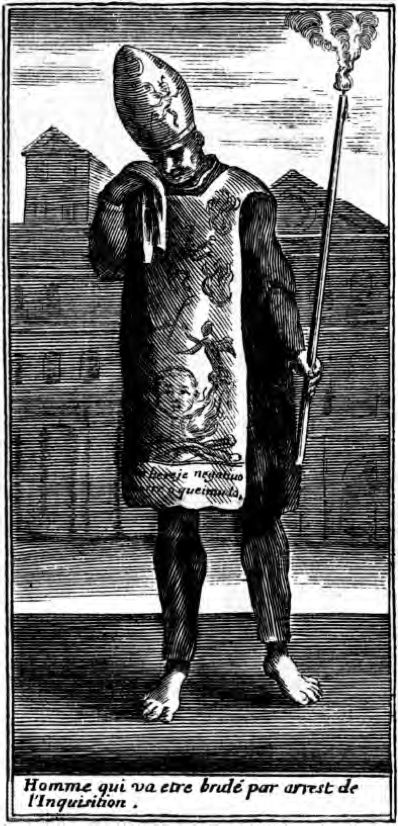
Pangloss podczas auto-da-fé

Ledwie podróżnicy i majtek docierają do Lizbony, miasto niszczy trzęsienie ziemi, po którym następuje fala tsunami i wybuchają pożary. Na skutek tej katastrofy ginie 30 tys. mieszkańców. Pomimo napomnień swoich towarzyszy majtek wykorzystuje katastrofę, okradając wśród ruin ofiary trzęsienia ziemi i wydając zrabowane pieniądze na wino i igraszki z prostytutką (później majtek znika z toku opowieści). Tymczasem głoszone przez Panglossa poglądy na temat „najlepszego z możliwych światów”, grzechu pierworodnego i wolnej woli doprowadzają do aresztowania jego i Kandyda przez portugalską inkwizycję pod zarzutem herezji. Wraz z innymi osobami mają być poddani karze podczas auto-da-fé. Ma to być też „niezawodnym sekretem przeciwko [ponownemu] trzęsieniu ziemi”. Kandyd zostaje tylko wychłostany; Pangloss jednak, jak sądzi Kandyd, zostaje powieszony, zaraz potem ponownie trzęsie się ziemia. Do przerażonego Kandyda wracającego z miejsca kaźni podchodzi stara kobieta (jej imię ani razu nie pada w książce; Voltaire określa ją cały czas jako „la vieille”, co Boy-Żeleński tłumaczy jako „stara” lub „staruszka”). Staruszka prowadzi Kandyda do swojej lepianki i tam opiekuje się nim. Następnego dnia wieczorem prowadzi go do innego domu, gdzie Kandyd ku swojej radości spotyka Kunegundę. Ta, jak się okazuje, wcale nie zginęła w Westfalii i opowiada teraz swoją historię: Kiedy Bułgarzy napadli na zamek barona, zamordowali jej rodzinę, sama Kunegunda jednak uratowała się dzięki bułgarskiemu kapitanowi, który wziął ją jako brankę. Ten później sprzedał ją żydowskiemu kupcowi i bankierowi Issacharowi, który trudni się handlem w Hiszpanii i Portugalii. Kiedy Kandyd znajduje Kunegundę, o jej względy rywalizują Issachar i Wielki Inkwizytor; zawarli oni między sobą umowę, na podstawie której każdy odwiedza Kunegundę co drugi dzień. Ponieważ jest właśnie noc z soboty na niedzielę, w domu pojawia się najpierw Issachar, potem Wielki Inkwizytor. Kandyd zabija ich obu, po czym ucieka z Kunegundą i staruszką. Konno przybywają do Kadyksu w Hiszpanii, gdzie dowiadują się, że jest właśnie przygotowywana ekspedycja militarna do Paragwaju w celu pacyfikacji państwa, które wśród tamtejszych Indian założyli jezuici (patrz następny rozdział artykułu). Kandyd prezentuje swoje wojskowe umiejętności, jakie zdobył w służbie u Bułgarów, i zostaje przyjęty w skład ekspedycji jako dowódca kompanii piechoty i kapitan okrętu.

### Rozdziały XI – XX
W drodze z Kadyksu przez Ocean Atlantycki do Buenos Aires staruszka, w odpowiedzi na narzekania Kunegundy, opowiada historię swojego życia, w którym, jak twierdzi, doznała o wiele więcej cierpień niż Kandyd i Kunegunda. Staruszka jest córką papieża Urbana X, w młodości chowano ją w pałacu i zaręczono z księciem Massa-Carrara. Jej niedoszły małżonek został jednak otruty, a ją samą podczas podróży morskiej porwali korsarze i sprzedali jako niewolnicę do Maroka. W Maroku była obiektem krwawych walk miejscowych stronnictw politycznych, potem raz po raz zmieniała właścicieli, sprzedawana do różnych krajów Afryki, Bliskiego Wschodu, wreszcie do Turcji. Stąd trafiła jako niewolnica pewnego agi janczarów do tureckiego wtedy Azowa, do którego zdobycia dążyli Rosjanie. Podczas oblężenia fortecy przez Rosjan panujący głód spowodował, że tureccy obrońcy wykroili jej i zjedli jeden pośladek. Po zdobyciu twierdzy tułała się jeszcze wiele lat po Rosji, Niemczech i Holandii wreszcie dostała się do służby Żyda Issachara.
Po wylądowaniu w Buenos Aires podróżni udają się do miejscowego gubernatora don Fernanda d'Ibaara y Figueora y Maskarenes y Lampurdos y Suza, który, jako że „lubił kobiety do szaleństwa”, zakochuje się w Kunegundzie i prosi o jej rękę. Staruszka namawia Kunegundę do przyjęcia oświadczyn, gdy nagle rozchodzi się wieść, że do portu w Buenos Aires przybywa z Portugalii alkad w pogoni za Kandydem, którego tymczasem wykryto jako sprawcę zabójstwa Wielkiego Inkwizytora. Kandyd za radą swojego metyskiego służącego Kakambo (który do tej pory nie pojawiał się w akcji powieści, narrator wyjaśnia, że Kandyd wziął go z sobą z Kadyksu) ucieka z nim do Paragwaju, pozostawiając staruszkę i Kunegundę w Buenos Aires.

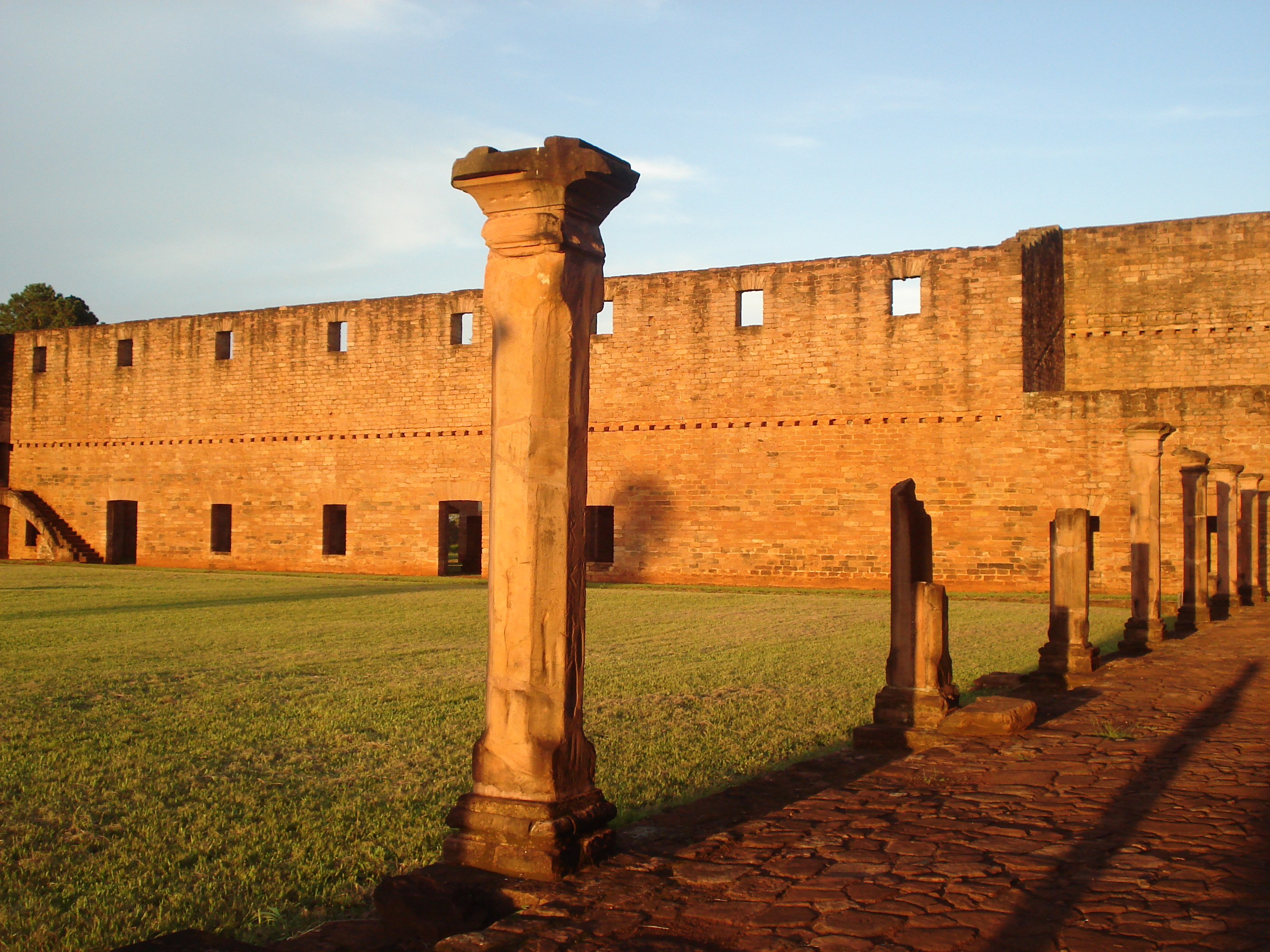
Pozostałości misji jezuickiej w Paragwaju (departament Itapúa)

Kandyd i Kakambo przybywają do państwa jezuitów w Paragwaju. (Państwo to, jedna z tak zwanych redukcji misyjnych, rzeczywiście istniało na terytorium dzisiejszego Paragwaju w XVIII w. O tragicznych wydarzeniach związanych z jego likwidacją opowiada film „Misja” Rolanda Joffé z 1986 r.) Na granicy Paragwaju Kandyd rozmawia z miejscowym komendantem, który ku jego zdumieniu i radości okazuje się być znanym mu z zamku w Westfalii bratem Kunegundy. Brat (którego imię nie pada w powieści) wyjaśnia mu, że choć podczas napadu Bułgarów na zamek został ciężko ranny, nie zginął, lecz został uratowany przez jezuitów, wstąpił do ich zakonu i wreszcie trafił do Paragwaju. Teraz jest nie tylko kapłanem, ale i pułkownikiem w państwie jezuitów, które właśnie przygotowuje się do odparcia wojsk hiszpańskich. Znajomy Kandyda z Westfalii jest bardzo uradowany, słysząc, że jego siostra Kunegunda żyje; zaraz potem, kiedy Kandyd mówi mu, że zamierza ją poślubić, wpada jednak we wściekłość i uderza go płazem szabli. Na to Kandyd wymierza mu cios swoją szpadą; sądząc, że go zabił, kradnie jego szaty i ucieka razem z Kakambo.

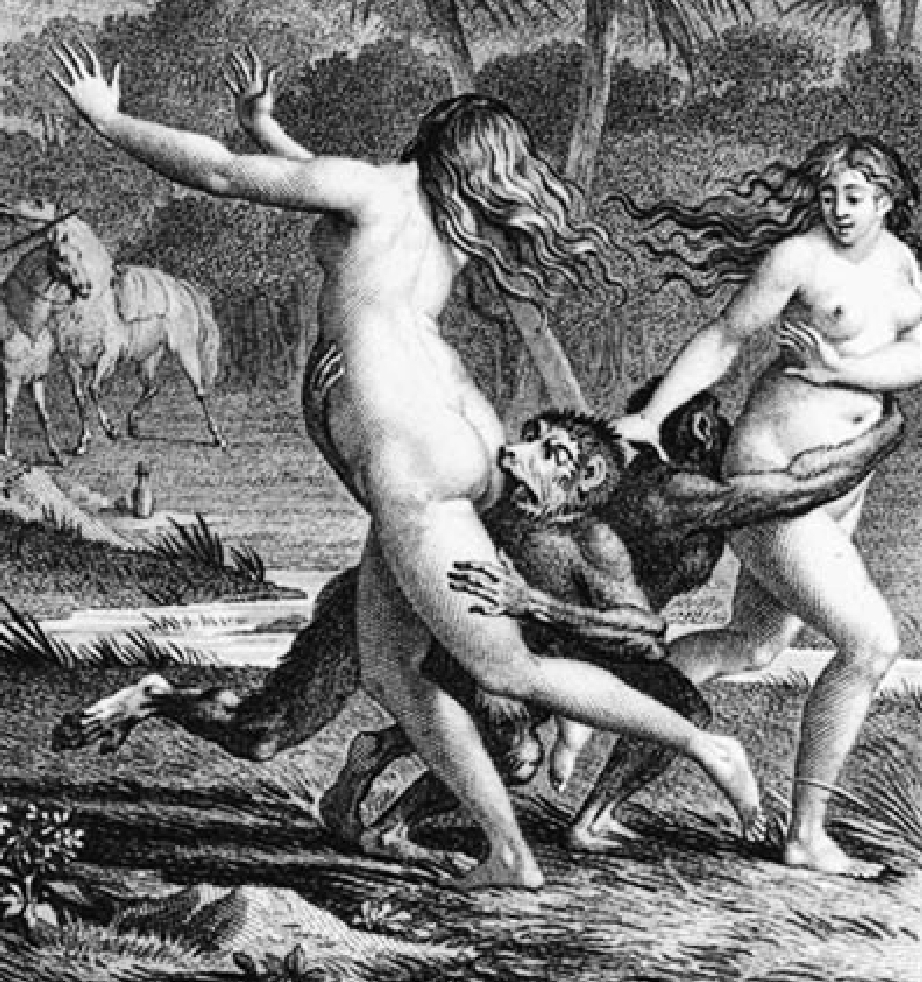
Małpy goniące i kąsające w pośladki dwie dziewczyny

Podczas ucieczki Kandyd i Kakambo spotykają dwie nagie dziewczyny, gonione przez dwie małpy, kąsające je w pośladki. Kandyd, chcąc ochronić dziewczyny, strzela i zabija obie małpy, dziewczyny wpadają jednak w rozpacz, a Kakambo mówi Kandydowi, że małpy były prawdopodobnie ich oblubieńcami.
Następnie Kandyd i Kakambo zostają schwytani przez tubylcze plemię Uszaków. Biorąc Kandyda (wciąż mającego na sobie jezuickie szaty, które zabrał bratu Kunegundy) za jezuitę, chcą go ugotować i zjeść; Kakambo przekonuje jednak Uszaków, że Kandyd jest w rzeczywistości ich obrońcą, ponieważ zgładził oficera-jezuitę i zabrał mu szaty. Uszacy uwalniają Kandyda i Kakambo, którzy postanawiają dotrzeć do Kajenny (Cayenne w Gujanie Francuskiej). Przedzierając się przez miesiąc pieszo przez dziką okolicę, później płynąc czółnem, żywiąc się kokosami i owocami leśnymi, docierają wreszcie do nieznanego im, kapiącego bogactwem, kraju.

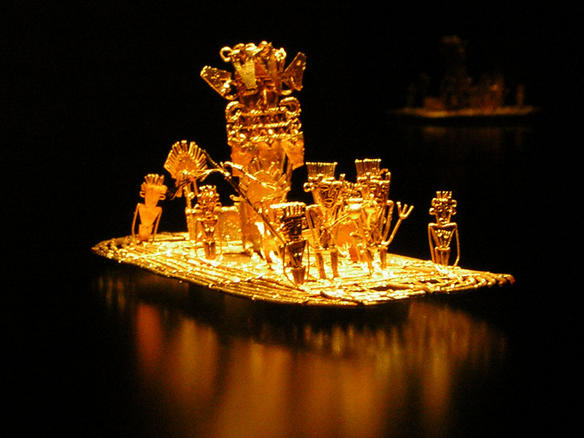
Tratwa ofiarna, pokryta złotym pyłem, używana przez Indian Muisca na jeziorze Guatavita, być może źródło legend Europejczyków o krainie El Dorado.

Okazuje się, że podróżni trafili do mitycznej krainy Eldorado, położonej z dala od świata utopii, w której ulice są wybrukowane drogocennymi kamieniami, której mieszkańcy, mieszkając we wspaniałych domach, do kosztowności i bogactwa nie przywiązują jednak wagi, gdzie wszyscy wielbią Boga, ale gdzie nie ma duchowieństwa. Wreszcie Kandyd i Kakambo trafiają na dwór królewski w Eldorado, gdzie okazuje się, że również władca tej krainy jest człowiekiem dobrym, mądrym i dbającym o swoich poddanych. Podróżnicy spędzają w Eldorado miesiąc; ponieważ jednak Kandyd wciąż tęskni za Kunegundą, postanawiają jechać dalej. Król Eldorado nie pochwala tej myśli, nie zatrzymuje ich jednak, obiecuje pomoc swoich inżynierów w przeprawie przez góry otaczające krainę, a na koniec daje im 102 barany o czerwonym runie, obładowane prowiantem na drogę i przede wszystkim niewyobrażalnymi kosztownościami.

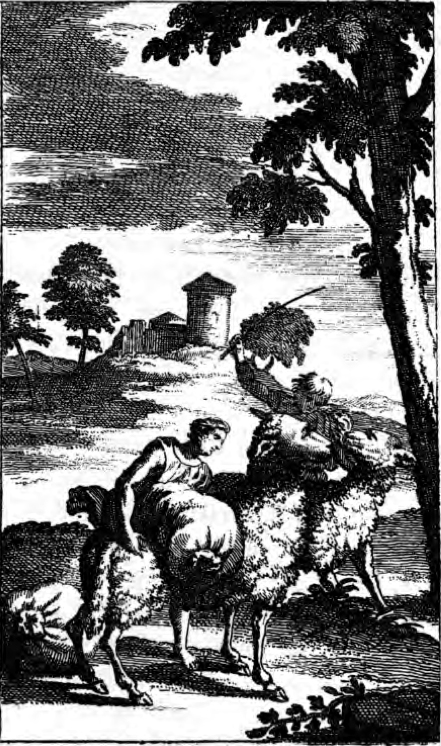
W drodze z baranami z Eldorado

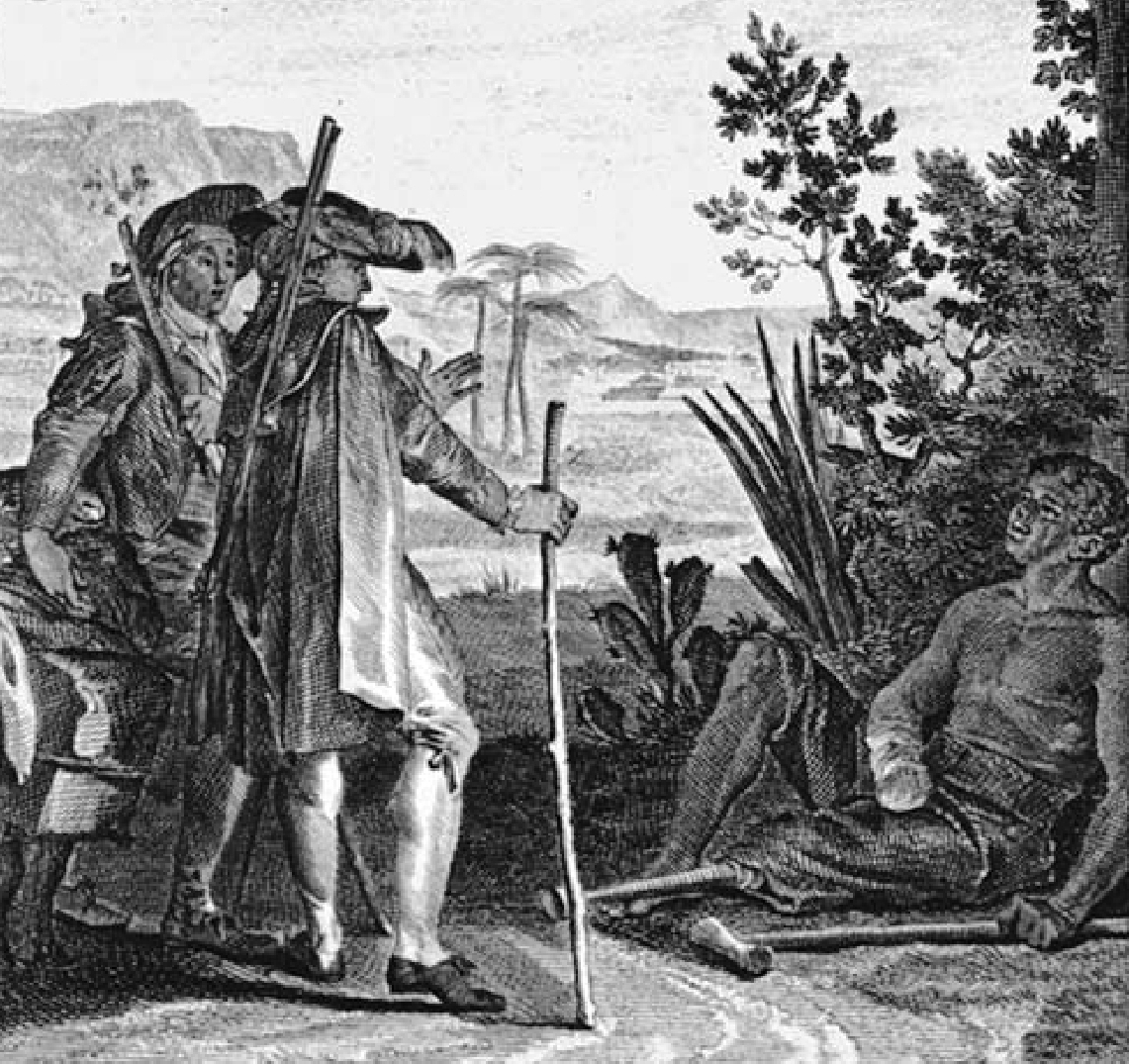
Kandyd i Kakambo spotykają okaleczonego niewolnika na plantacji trzciny cukrowej w pobliżu Surinamu.

W miarę jak podróżni podążają w kierunku wybrzeża oceanu, tracą barany, które toną w bagnach, spadają w przepaść lub padają ze znużenia lub głodu. W końcu zostają im tylko dwa zwierzęta, które wciąż jednak niosą na swoim grzbiecie fortunę. Wreszcie docierają do Surinamu, wtedy kolonii holenderskiej, którą w powieści Voltaire błędnie określa jako miasto (w rzeczywistości Surinam, inaczej Gujana Holenderska, był nazwą całej kolonii, od 1975 r. Surinam jest niepodległym państwem). Zbliżając się do miasta, widzą rozciągniętego na ziemi Murzyna – niewolnika, pozbawionego lewej nogi i prawej ręki. Ten wyjaśnia im, że rękę stracił, pracując w cukrowni (jego panowie odcięli mu ją, kiedy tryb maszyny chwycił mu palec), a nogę odcięto mu, kiedy próbował ucieczki. Holendrzy nawrócili go na chrześcijaństwo i nauczyli, że „wszyscy jesteśmy dziećmi Adama, biali i czarni”. Teraz niewolnik gorzko zauważa, że „jeżeli mówią prawdę, jesteśmy wszyscy po trosze ciotecznymi czy stryjecznymi braćmi. Owóż przyznacie, nie można się ohydniej obchodzić ze swoim krewieństwem”. W scenie tej jest widoczny krytyczny stosunek Voltaire’a do niewolnictwa, co w jego czasach było postawą rzadko spotykaną, nawet wśród intelektualistów. W Surinamie podróżni postanawiają rozstać się. Kakambo rusza w drogę z powrotem do Buenos Aires, aby odzyskać Kunegundę, a Kandyd zamierza statkiem dopłynąć do Wenecji i tam na nich poczekać. Właściciel statku oszukuje jednak Kandyda i po załadowaniu baranów na statek, odpływa z nimi, nie czekając na Kandyda. Kiedy zdenerwowany tym Kandyd idzie ze skargą na niego do holenderskiego sędziego, ten wymierza mu karę grzywny za „hałas, jakiego narobił”. Wreszcie na pokładzie francuskiego statku Kandyd odpływa do Bordeaux. Przed wyruszeniem w podróż daje ogłoszenie, że poszukuje towarzysza podróży, który ma być najnieszczęśliwszy w całym kraju. Z bardzo wielu kandydatów po rozmowach wybiera pewnego uczonego o imieniu Marcin.

### Rozdziały XX – XXX
Podczas rejsu do Bordeaux Kandyd i Marcin spędzają czas w dużej części na rozmowach na tematy filozoficzne, zwłaszcza kwestie moralnego i fizycznego zła. Marcin, którego Holendrzy w Surinamie oskarżali o to, że jest socynianinem, wyjawia, że w rzeczywistości jest manichejczykiem i sądzi, że „Bóg wydał go [świat] na łup jakiejś złośliwej istocie”. Postać Marcina Voltaire oparł na postaci francuskiego filozofa Pierre’a Bayle, reprezentującego poglądy pesymistyczne, przeciwnika filozofii Leibniza.
W drodze do Francji Kandyd i Marcin są też świadkami walki dwóch okrętów i zatopienia jednego z nich. Jak się okazuje, zatopiony okręt był tym samym, którego kapitan (holenderski pirat) skradł Kandydowi czerwone barany z Eldorado. Na szczęście Kandydowi udaje się odzyskać jednego barana z tonącego statku, co zapewnia mu fundusze na późniejsze podróże po Europie i do Turcji. Przez resztę podróży Kandyd i Marcin spierają się na tematy filozoficzne; Kandyd wciąż jest wyznawcą filozofii optymizmu.

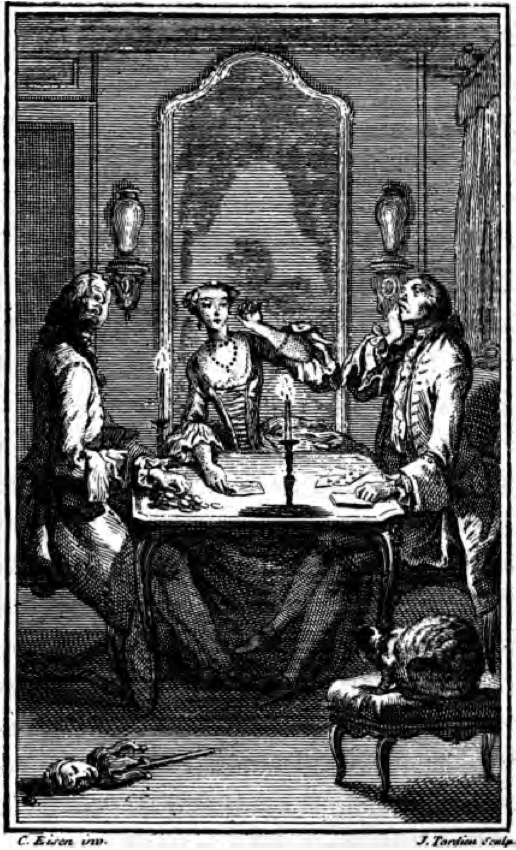
Kandyd w paryskim salonie jest oszukiwany podczas gry w karty.

Po dopłynięciu do Bordeaux podróżni zamiast jechać do Wenecji, udają się do Paryża – Kandyda zachęca do tego fakt, że wszyscy inni wybierają się do tego miasta. W Paryżu Kandyd obraca się w wykwintnym towarzystwie, które spędza czas na grze w karty (Kandyd, nie oszukując, przegrywa poważne sumy) i uczęszczaniu do teatru. Bierze też udział w spotkaniach salonu margrabiny de Parolignac i typowych rozrywkach dla tego środowiska – rozmów o literaturze, filozofii itp. Wierny Kunegundzie, nie daje się uwieść margrabinie de Parolignac, pada jednak ofiarą intryg pewnego niewymienionego z nazwiska księdza („labusia” – od francuskiego l'abbé, będącego tytułem duchownego katolickiego niższej rangi), który cały czas wprowadza go w życie Paryża i towarzyszy mu na spotkaniach towarzyskich. Ksiądz, wiedząc o Kunegundzie, wysyła mu sfałszowany list, rzekomo napisany przez jego ukochaną, w którym ta twierdzi, że leży chora w paryskiej gospodzie. Kiedy Kandyd i Marcin pospiesznie udają się tam, za zasłoną przyjmuje ich nieznana dama, odgrywająca rolę Kunegundy, zaraz potem wkracza policja w towarzystwie wspomnianego księdza, która chce wtrącić ich do więzienia. Kandyd wykupuje się, wręczając sierżantowi policji trzy małe diamenty, po czym decyduje się na wyjazd z Francji. Chce jechać od razu do Wenecji, policjant odwozi go jednak do Normandii, skąd Kandyd z Marcinem odpływają do Anglii.

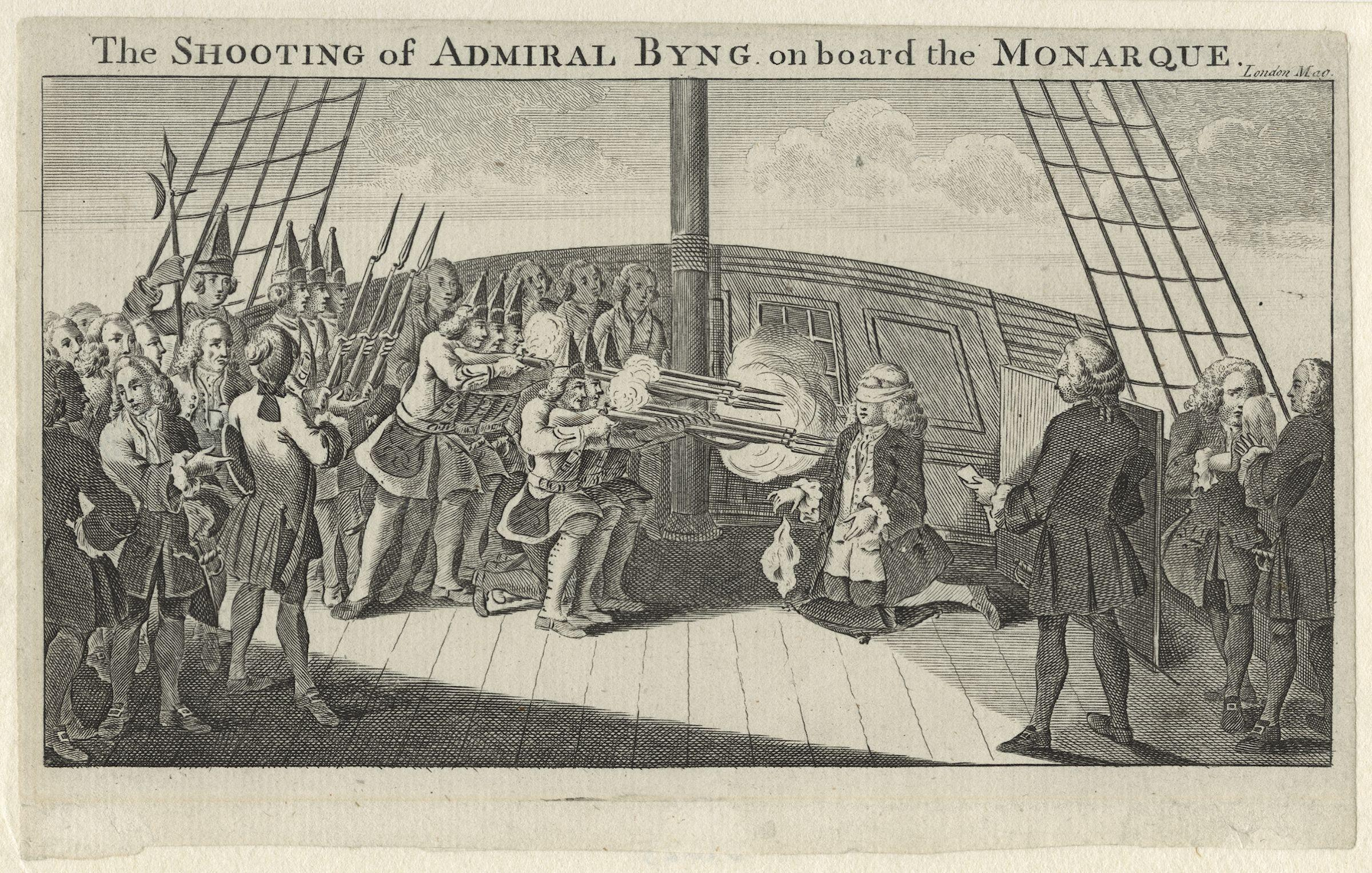
Egzekucja admirała Binga (Grafika nieznanego autora, nie pochodzi z Kandyda Voltaire’a)

Tuż przed przybyciem do portu w Portsmouth Kandyd i Marcin są świadkami egzekucji pewnego admirała na pokładzie okrętu stojącego przy nabrzeżu. Admirał został stracony, ponieważ „nie zabił dosyć ludzi”, a „w tym kraju w Anglii uważają, iż dobrze jest od czasu do czasu uśmiercić admirała, aby zachęcić innych”. Voltaire opisał tu autentyczne wydarzenie – egzekucję admirała Johna Bynga w 1757 r., którego stracono za przegraną przez Anglików bitwę morską pod Minorką podczas wojny siedmioletniej. Przerażony tym wydarzeniem Kandyd odmawia nawet zejścia na ląd w Anglii i prosi właściciela statku, aby ten zawiózł go do Wenecji.
W Wenecji Kandyd i Marcin nie spotykają Kakambo, który miał tam przywieźć Kunegundę; na placu św. Marka dochodzi natomiast do spotkania z Pakitą, pokojówką, która jeszcze w Westfalii zaraziła Panglossa syfilisem. Pakita jest teraz prostytutką i spędza czas z zakonnikiem – teatynem Żyroflą. Chociaż oboje wydają się szczęśliwi, w rozmowie z Kandydem wyjawiają, że ich życie jest pełne rozpaczy. Od wypędzenia Kandyda z zamku Pakita prowadzi nędzną egzystencję jako obiekt pożądania seksualnego mężczyzn różnego autoramentu, natomiast brat Żyrofla, zmuszony w młodości przez rodziców, aby wstąpił do zakonu, nie cierpi swojego zgromadzenia.

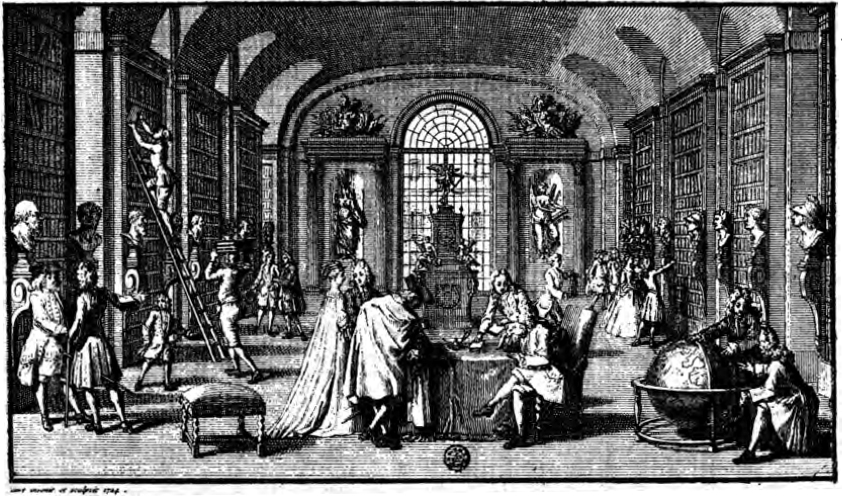
W bibliotece Prokuranta

Następnie Kandyd i Marcin odwiedzają w jego pałacu zamożnego senatora Prokuranta (w oryginale jego nazwisko brzmi „Pococurante”, co po włosku dosłownie znaczy „mało dbający”). Senator otacza się pięknymi dziewczętami, wspaniałymi obrazami, książkami i muzyką, co robi ogromne wrażenie na Kandydzie. Sam Prokurant jednak jest tym wszystkim znudzony; nie odczuwa przyjemności z oglądania dzieł sztuki i czytania książek, które zgromadził, ma o nich przeważnie niskie mniemanie i widzi w nich tylko wady.
O marności tego świata Kandyd ma też okazję przekonać się podczas przypadkowego spotkania z sześcioma cudzoziemcami podczas wieczerzy w weneckiej gospodzie. Okazuje się, że wszyscy z nich to zdetronizowani królowie lub pretendenci do tronu, którzy musieli uciekać z ojczyzny. Wśród nich jest też dwóch królów Polski – August III Sas i Stanisław Leszczyński.
Podczas tej samej wieczerzy Kandyd ku swojej radości nareszcie spotyka też jednak swojego sługę Kakambę. Ten informuje go, że Kunegunda jest w Konstantynopolu, obaj razem z Marcinem natychmiast wsiadają więc na pokład statku płynącego do Turcji. W drodze Kakambo wyjaśnia, że Kunegunda jest teraz niewolnicą księcia Rakoczego, byłego władcy Siedmiogrodu, który przebywa na wygnaniu w Turcji. Dalej Kandyd dowiaduje się od sługi, że Kunegunda pomywa naczynia na brzegu Propontydy (morza Marmara) i utraciła całą swoją urodę. Wraz z nią przebywa też staruszka, z którą uciekli z Lizbony; sam Kakambo jest natomiast niewolnikiem zdetronizowanego sułtana.
Już w Turcji, Kandyd wykupuje Kakambę, po czym wsiada do szalupy, aby pospieszyć na ratunek Kunegundzie. W szalupie ku swojemu zdumieniu spotyka Panglossa i brata Kunegundy z Paragwaju, którzy wiosłują na niej jako galernicy. Kandyd wykupuje ich z niewoli i razem wsiadają na inną galerę, aby uwolnić Kunegundę. W drodze obaj uratowani przez Kandyda opowiadają swoje historie. Brat Kunegundy nie zginął od uderzenia szpadą Kandyda. Po wyzdrowieniu wrócił do Rzymu, skąd jego duchowni przełożeni wysłali go do Konstantynopola. Tam kiedyś wykąpał się nago z młodym muzułmaninem, za co skazano go na galery. Pangloss natomiast – dzięki źle zawiązanemu stryczkowi – nie zginął podczas auto-da-fé w Lizbonie. Ocknął się na stole sekcyjnym w domu miejscowego chirurga, potem trafił do Wenecji i Konstantynopola. Tu został skazany na galery, ponieważ kiedyś w meczecie miejscowa „nabożnisia” upuściła bukiet z kwiatów, który miała wetknięty za dekolt, a Pangloss, pełen galanterii, usiłował umieścić go tam z powrotem. Wszystkie nieszczęścia, jakie spotkały w życiu Panglossa, nie wpłynęły na jego poglądy filozoficzne. Na pytanie Kandyda, czy wciąż jest zdania, że wszystko w świecie dzieje się najlepiej, odpowiada: „Ciągle trwam w pierwotnym mniemaniu […] toć nie darmo jestem filozofem: nie przystoi mi odmieniać zdania. Leibniz nie może się mylić; praistniejąca harmonia jest najpiękniejszym wymysłem na świecie, zarówno jak pełń i materia subtelna.”
Wreszcie podróżni przybywają do domu księcia Siedmiogrodu nad brzegiem Propontydy, gdzie od razu spotykają Kunegundę i staruszkę. Zarówno brat Kunegundy jak i Kandyd są przerażeni, jak bardzo zbrzydła ich siostra i ukochana; mimo to Kandyd wykupuje obie kobiety. Wszyscy osiedlają się w małym gospodarstwie („folwarczku”) w pobliżu. Kunegunda, która nie wie o utracie swojej urody, przypomina Kandydowi o danej przez niego obietnicy małżeństwa; Kandyd nie ma odwagi odmówić, choć w głębi serca już nie ma ochoty żenić się z Kunegundą. Wreszcie zaślubia Kunegundę; częściowo na skutek jej nalegań; częściowo na przekór jej bratu, który protestuje przeciwko temu, jak mu się wydaje, mezaliansowi; częściowo za radą Panglossa, Marcina i Kakamby, którzy są przeciwni wtrącaniu się brata Kunegundy w sprawy jego siostry (brat za radą Kakamby zostaje oddany z powrotem na galery a potem odesłany statkiem do jezuitów do Rzymu).
Po zakończeniu wszystkich przygód i ustabilizowaniu się wreszcie w zakupionym gospodarstwie, życie bohaterów powieści bynajmniej nie jest jednak szczęśliwe. Z powodu machinacji Żydów Kandyd, z wyjątkiem „folwarczku”, traci większość majątku, Kunegunda staje się coraz brzydsza, swarliwa i nieznośna, staruszka zniedołężniała, wszyscy uskarżają się na swój los, odczuwają też nudę, żyjąc w gospodarstwie nad Bosforem. Wkrótce przyłączają się do nich też Pakita i Żyrofla, którzy tymczasem stoczyli się w ostateczną nędzę.

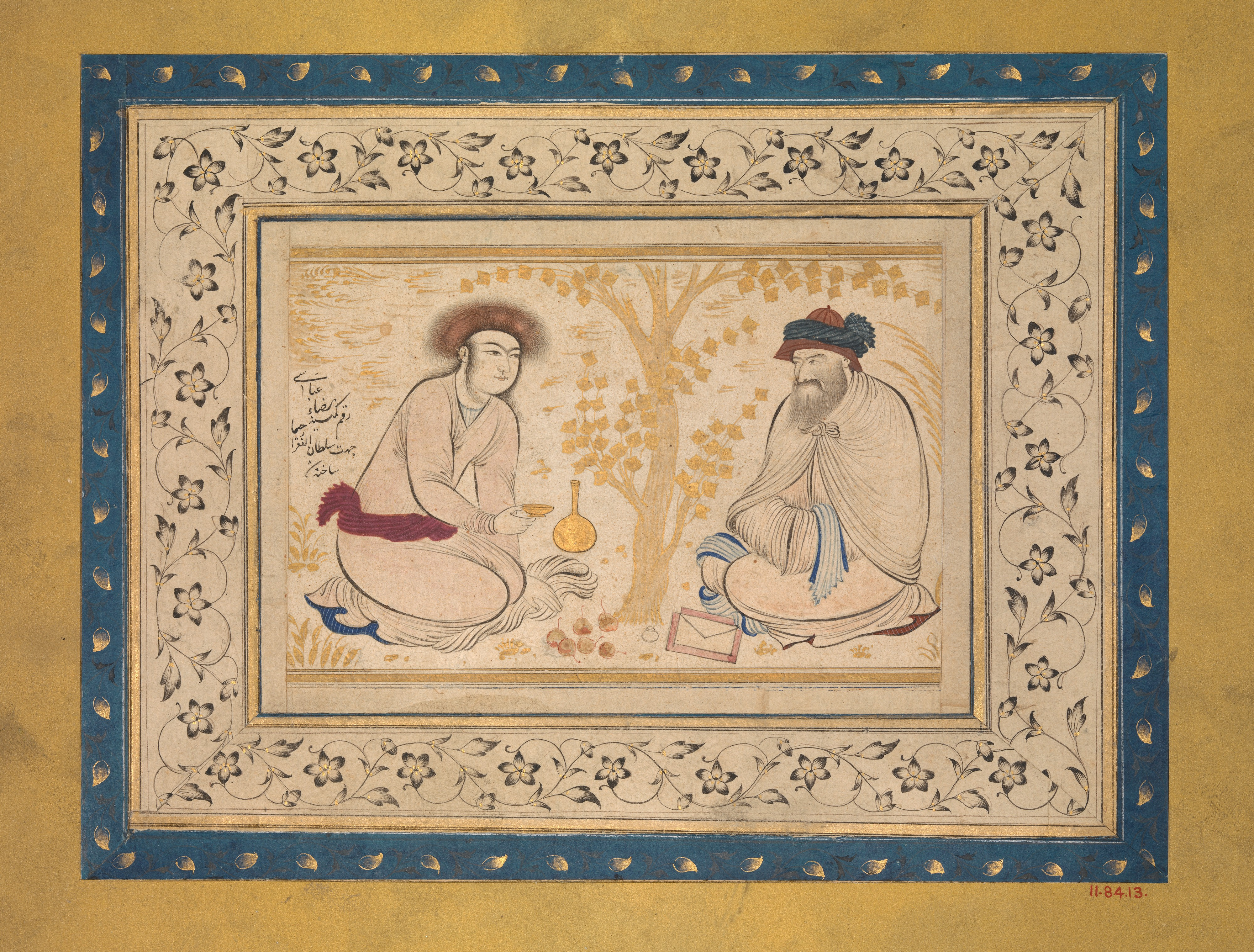
Rozmowa z derwiszem (miniatura perska, mal. Reza Abbasi lub jego uczeń)

W sąsiedztwie gospodarstwa Kandyda żyje sławny derwisz, uchodzący za najsłynniejszego filozofa w całej Turcji. Pewnego dnia wszyscy domownicy udają się do niego na rozmowę. Pangloss w imieniu wszystkich zadaje pytanie, „w jakim celu stworzono tak osobliwe zwierzę jak człowiek”. Derwisz pyta retorycznie, po co Pangloss zajmuje się takimi sprawami, po czym porównuje ludzi do myszy na okręcie wysłanym przez sułtana do Egiptu, których wygoda w ogóle nie interesuje władcy. Na pytanie Panglossa: „Cóż zatem czynić?”, derwisz odpowiada: „Milczeć”, a kiedy Pangloss chce z nim porozmawiać „o najlepszym z możliwych światów, o pochodzeniu zła, o przyrodzie duszy i o praistniejącej harmonii”, derwisz zamyka im przed nosem drzwi, nie chcąc dalej z nimi rozmawiać.
Tymczasem po okolicy rozchodzi się wieść, że w Konstantynopolu właśnie uduszono dwu wielkich wezyrów i muftiego oraz wbito na pal wielu ich przyjaciół. Po powrocie do swojego „folwarczku” Kandyd, Pangloss i Marcin spotykają starca, którego wypytują o to wydarzenie. Starzec odpowiada, że nic o nim nie wie, nie interesuje się sprawami publicznymi, zadowala się prostym życiem, skromnie mieszkając z czwórką swoich dzieci i uprawiając kawałek ogrodu. Stwierdza, że „praca ta oddala od nas trzy wielkie niedole: nudę, występek i ubóstwo.”. Kandyd głęboko zastanawia się nad tymi słowami; w końcu wszyscy domownicy, Kandyd, Pangloss, Marcin, Kunegunda, Pakita, staruszka i Żyrofla, postanawiają żyć według tego „chwalebnego zamiaru” (franc. louable dessein), jak określa go narrator, i „rozwijać swe talenty”. Zmienia to ich życie na lepsze: gospodarstwo zaczyna przynosić dochód, Kunegunda i Pakita zostają dobrymi gospodyniami, Żyrofla staje się uczciwym człowiekiem. I tylko Pangloss do końca jest przekonany, że wszystkie nieszczęścia, jakie spotkały Kandyda, były konieczne, aby mógł teraz zażywać szczęśliwości. Kiedy wskazuje na ten fakt Kandydowi, ten odpowiada mu: „Masz słuszność, ale trzeba uprawiać nasz ogródek” (Cela est bien dit, mais il faut cultiver notre jardin).

## Kandydjako powieść satyryczna

### Technika pisarstwa satyrycznego wKandydzie
Voltaire stwierdził kiedyś, że celem napisania Kandyda było danie rozrywki nielicznemu gronu osób, cechujących się dowcipem. Dowcip (l'esprit) jest tu rozumiany w XVIII-wiecznym znaczeniu tego słowa, jako bystrość umysłu, inteligencja, łączy się też jednak z zagadnieniem satyrycznych walorów dzieła. Satyryczny i humorystyczny efekt autor osiąga, łącząc swój zmysł obserwacji z parodią klasycznych powieści przygodowych i romansów. Straszne wydarzenia, które spotykają Kandyda, są opisane w sposób rzeczowy i z drobiazgową szczegółowością, co daje efekt komiczny. Efekt taki daje też opis nieustannych ucieczek Kandyda i jego towarzyszy przed grożącymi im nieszczęściami, które prowadzą ich tylko do kolejnych katastrof.
Efekt komiczny i satyryczny Voltaire często osiąga w Kandydzie, kontrastując też tragiczne wydarzenia z reakcjami optymistycznie nastawionego do świata tytułowego naiwnego bohatera oraz komentarzami innych postaci lub samego narratora. Voltaire często relacjonuje autentyczne (lub przynajmniej prawdopodobnie) wypadki historyczne, których oczywisty straszny charakter stoi w jaskrawej sprzeczności po pierwsze z optymizmem Kandyda, po drugie z lekkim, czasem wręcz niedbałym ich skomentowaniem.
Przykładem takiego satyrycznego ujęcia historycznego wydarzenia jest egzekucja admirała Johna Bynga, której Kandyd i Marcin są świadkami w porcie w Portsmouth. Na oczach gapiów admirał klęczy z zawiązanymi oczami na pokładzie okrętu, czterech żołnierzy „z największym spokojem” pakuje mu „po trzy kule w głowę; po czym całe zgromadzenie rozeszło się wielce zadowolone”. A wszystko to, jak zgromadzeni wyjaśniają Kandydowi, ponieważ „w tym kraju uważają, iż dobrze jest od czasu do czasu uśmiercić admirała, aby zachęcić innych” (to ironicznie zdanie stało jednym z bardziej znanych cytatów z Kandyda).

### Krytyka społeczeństwa oświeceniowego

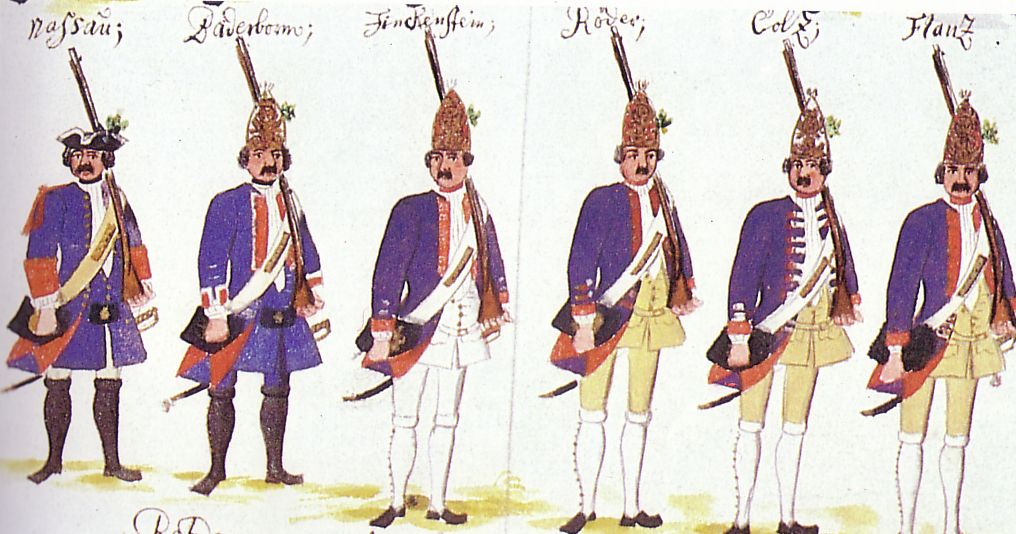
Żołnierze pruscy (rysunek z 1734 r.)

Za komizmem Kandyda kryje się jednak bardzo ostra krytyka współczesnej Voltaire’owi cywilizacji europejskiej, krytyka będąca owocem oświeceniowego fermentu owego czasu, ale też wydarzeń politycznych w XVIII-wiecznej Europie. W Kandydzie Voltaire przypuszcza gwałtowny atak na rządy europejskie; i tak na Francję, Anglię i Prusy z powodu bezsensownej zdaniem autora wojny siedmioletniej, na Anglię również z powodu stracenia admirała Johna Bynga, na Portugalię z powodu działań tamtejszej inkwizycji. Voltaire atakuje wszelkie zinstytucjonalizowane formy religii, w szczególności rzymskokatolickiej: auto-da-fé w Portugalii, niemoralne życie duchowieństwa, działalność jezuitów. Przed wyjazdem do Paragwaju Kakambo stwierdza: „Ojcowie mają tam wszystko, a ludy nic”; Voltaire sugeruje tu, że misje chrześcijańskie w Paragwaju tylko wykorzystują tubylców. Staruszka twierdzi, że jest nieślubną córką (naprawdę nieistniejącego) papieża Urbana X; niemoralnie prowadzi się też Wielki Inkwizytor w Portugalii, brat Żyrofla i wielu innych duchownych opisanych w książce. Voltaire wyśmiewa się też z konfliktów religijnych pomiędzy katolikami i protestantami; protestanci w Holandii i Surinamie w swoim zacietrzewieniu religijnym wcale nie są lepsi od katolików. W pewnych fragmentach książki można dopatrzyć się antysemityzmu, np. w przedstawieniu postaci Issachara, żydowskiego kupca w Lizbonie. Postacią, która w książce ma w sobie najwięcej dobroci, jest natomiast anabaptysta Jakub, który ginie bezsensownie w morskich odmętach.
Voltaire przez większą część dzieła opisuje więc nie najlepszy, ale najgorszy ze światów, skontrastowany z żałosnymi wysiłkami tytułowego bohatera, aby zrozumieć świat zgodnie ze swoim optymistycznym podejściem do niego. Właściwie cała powiastka przedstawia różne formy zła, aczkolwiek jest jeden znaczący wyjątek – wizyta w krainie Eldorado, której mieszkańcy są racjonalistami, a społeczeństwo jest sprawiedliwe i rządzi się regułami rozsądku. Eldorado, jedyne społeczeństwo realizujące zasady rozumu i dobra, jest skontrastowane z całym otaczającym je światem, ale nawet to dobro jest przemijające: Kandyd porzuca szczęście Eldorado w pogoni za Kunegundą, którą w końcu poślubia, chociaż wtedy już jej nie kocha.

### Kandydjako parodia gatunków literackich
Kolejna warstwa satyryczna powieści uwidacznia się w parodii pewnych gatunków literackich, które były popularne w ówczesnej Europie – przede wszystkim romansów i powieści przygodowych, tak zwanych powieści łotrzykowskich. W Kandydzie można wyróżnić dużo archetypalnych postaci typowych dla utworów tego gatunku. Sam Kandyd może wydawać się, będącym często bohaterem takich powieści, przemierzającym świat zawadiaką z nizin społecznych, Kunegunda zmysłowym obiektem miłości głównego bohatera, Pangloss nauczycielem i przewodnikiem w pułapkach, jakie zastawia życie, Kakambo sprytnym i wiernym służącym. Czytając powieść, czytelnik od początku orientuje się jednak, że Kandyd wcale nie jest zawadiaką, Kunegunda traci urodę i dziewczęcy powab, Pangloss okazuje się być upartym durniem. Postaci w Kandydzie są celowo przedstawione nierealistycznie, brakuje im głębi psychologicznej, sprawiają wrażenie automatów, marionetek; dopiero na końcu powieści naiwny Kandyd dochodzi do dojrzałego wniosku, że „trzeba uprawiać nasz ogródek”. Patrząc z tej perspektywy Kandyda można więc uznać za utwór z gatunku powieści rozwojowej (Bildungsroman), chociaż napisany bardzo lekkim stylem.

## FilozofiaKandyda

### Krytyka filozofii Leibniza

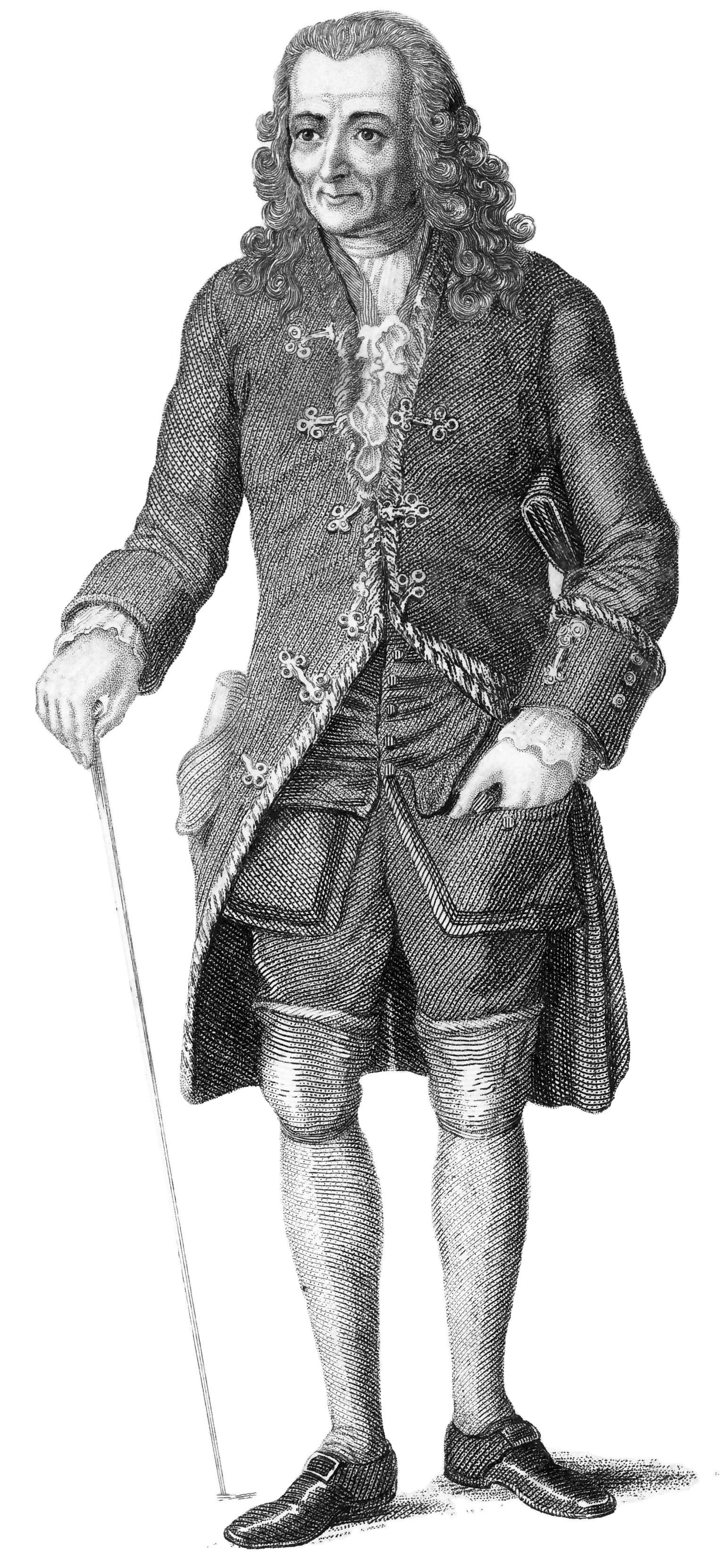
Voltaire. Ilustracja na frontyspisie jego Słownika filozoficznego (Dictionnaire philosophique – wydanie z 1843 r.)

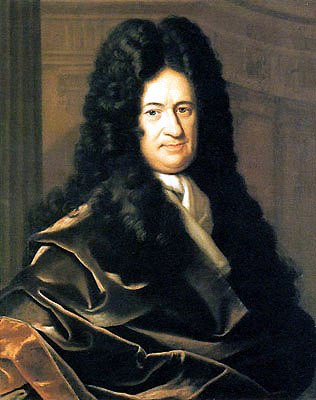
Gottfried Wilhelm von Leibniz

Kandyd przedstawia w ujęciu satyrycznym różne teorie filozoficzne i religijne, które już wcześniej były przedmiotem krytyki Voltaire’a. Należy do nich przede wszystkim filozofia optymizmu leibnizowskiego (od głównego jej głosiciela w powieści czasami nazywana „panglossianizmem”), którą Voltaire ośmiesza, opisując niekończący się szereg nieszczęść, jakie spotykają bohaterów. Voltaire przedstawia najróżniejsze postacie zła występującego na tym świecie, co niektórych krytyków skłania do twierdzeń, że problem zła, szczególnie w jego ujęciu teologicznym, jest głównym tematem dzieła. Kandyd opisuje przy tym zarówno zło wynikające z przyczyn naturalnych (jak trzęsienie ziemi w Lizbonie, choroby, zatonięcia statków), jak i działania człowieka (wojny, kradzieże, zabójstwa itp.).
Krytyka filozofii Leibniza w Kandydzie jest przeprowadzana przez ośmieszenie Panglossa, samozwańczego jej głosiciela i nauczyciela. Rozumowanie Panglossa jest często absurdalne, np. kiedy zaraz na początku powieści w rozdziale I miesza skutek i przyczynę:

Il est démontré, disait-il, que les choses ne peuvent être autrement; car tout étant fait pour une fin, tout est nécessairement pour la meilleure fin. Remarquez bien que les nez ont été faits pour porter des lunettes; aussi avons-nous des lunettes.

Dowiedzione jest, że nic nie może być inaczej; ponieważ wszystko istnieje dla jakiegoś celu, wszystko z konieczności, musi istnieć dla najlepszego celu. Zważcie dobrze, iż nosy są stworzone do okularów.

W swoim optymizmie jeszcze bardziej uparty od Kandyda, niezależnie od tego, jakie nieszczęścia ich spotykają, Pangloss broni filozofii optymizmu, mówiąc np.: „wszystko to jest nieodzowne, niedole poszczególne składają się na poszczególne dobro; tym samym, im więcej jest nieszczęść poszczególnych, tym bardziej całość jest dobra”. W omówieniach Kandyda te poglądy Panglossa są często streszczane formułą Tout est pour le mieux dans le meilleur des mondes possibles (Wszystko służy osiągnięciu doskonałości [najlepszego] na tym najlepszym ze światów), chociaż dosłownie w takim brzmieniu zdanie to nie pojawia się w powieści.
Charakterystyczny przykład wykładu leibnizowskiej teodycei widać np. w wyjaśnieniu przez Panglossa istnienia syfilisu:

... c'était une chose indispensable dans le meilleur des mondes, un ingrédient nécessaire; car si Colomb n'avait pas attrapé dans une île de l'Amérique cette maladie qui empoisonne la source de la génération, qui souvent même empêche la génération, et qui est évidemment l'opposé du grand but de la nature, nous n'aurions ni le chocolat ni la cochenille;

... była to rzecz nieodzowna na najlepszym ze światów, składnik konieczny; gdyby Kolumb nie nabył na Wyspie Ameryckiej tej choroby, która zatruwa źródło płodzenia, często udaremniając samo płodzenie i która jest najoczywiściej sprzeczna z wielkim celem przyrody, nie mielibyśmy ani czekolady, ani koszenili…

Kandyd, nie mogąc się wyzwolić z przemożnego wpływu swojego nauczyciela Panglossa, raz po raz próbuje usprawiedliwić zło; kiedy mu się to nie udaje, prosi o wyjaśnienie Panglossa, w końcu rozpacza. Ostatecznie przez te bolesne porażki zostaje jednak wyleczony z optymizmu.
Krytyka Voltaire’a jest skierowana wyłącznie przeciwko optymizmowi leibnizowskiemu; Kandyd nie ośmiesza natomiast np. poglądów współczesnego Voltaire’owi angielskiego pisarza Alexandra Pope’a, który również był wyznawcą filozofii optymizmu o trochę innych poglądach, i który np. w swoim Wierszu o człowieku (Essay on Man) napisał: „Człowiek, jak jego stwórca, zobaczył, że wszystko jest dobre” (Man, like his maker, saw that all was right). Ostrze krytyki Voltaire’a kieruje się wyłącznie przeciwko twierdzeniu Leibniza, że „żyjemy na najlepszym z możliwych światów”. Niektórzy krytycy przypuszczają, że Voltaire oszczędził w swojej krytyce Pope’a z szacunku dla niego. Z drugiej strony inny utwór Voltaire’a Poemat o zagładzie Lizbony można zinterpretować jako bezpośrednią odpowiedź na poglądy Pope’a (Poemat zawiera podobne tezy filozoficzne, co Kandyd, jest jednak dziełem innego gatunku literackiego i poważnym w charakterze).

### Zakończenie utworu. Alternatywa dla filozofii Leibniza
W zakończeniu powieści Kandyd porzuca swój optymizm, nie jest jednak całkowicie jasne, jaką filozofię jest gotów przyjąć w zamian. Zagadkowe zakończenie Kandyda stało się przedmiotem wielu analiz literackich, w których badacze wysuwają różne hipotezy co do jego znaczenia.
Voltaire w swoim dziele nie zaproponował jasno jakiegoś formalnego systemu filozoficznego, który jego bohaterowie mieliby zaakceptować w zamian za filozofię Leibniza. Zakończenie powieści można też w ogóle zinterpretować nie jako przyjęcie takiej filozoficznej alternatywy, lecz wezwanie do przyjęcia w praktyce pewnego modelu codziennego życia (kwestią sporną pozostaje przy tym jednak, jaki to miałby być model). Niektórzy krytycy doszli do wniosku, że właściwą filozofię może reprezentować jedna z drugoplanowych postaci powieści, wskazując na przykład na Marcina, który ma być traktowany przez autora z sympatią i przedstawiać idealną filozofię Voltaire’a, jaką miałby być pesymizm. Inni nie zgadzają się z tym poglądem, wskazując na przykłady negatywnego stosunku Voltaire’a do poglądów Marcina oraz na fakt, że w zakończeniu powieści nie odgrywa on większej roli.
Jest to związane z kolejną fundamentalną kwestią, mianowicie czy zakończenie Kandyda rzeczywiście jest wyrazem filozofii pesymizmu Voltaire’a. Czy Kandyd ze swoimi towarzyszami wycofują się do swojego gospodarstwa i uprawy ogródka, ponieważ tracą nadzieję na możliwość życia w lepszym świecie? W zakończeniu tym można również postrzegać Voltaire’a jako zwolennika filozofii melioryzmu, której nakazem jest ulepszanie świata poprzez rozumiane tu metaforycznie uprawianie własnego ogródka. Mamy tu do czynienia z podstawowym dla zrozumienia dzieła pytaniem, czy Voltaire zaleca bierne wycofanie się ze społeczeństwa, czy też aktywne działanie na rzecz jego poprawy.

### Motyw ogrodu
W związku z kwestią zakończenia Kandyda i możliwych alternatyw dla leibnizowskiego optymizmu szczegółowego potraktowania wymaga motyw ogrodu w powieści. Ogrody pełnią w Kandydzie ważną funkcję symboliczną i nie chodzi przy tym wyłącznie o ogródek wspomniany na końcu dzieła. Pierwszym miejscem, które można określić mianem ogrodu, jest zamek barona de Thunder-ten-tronckha w Westfalii, z którego sam Kandyd jak i trochę później jego ukochana Kunegunda, jej brat i Pangloss zostają wypędzeni niczym Adam i Ewa z biblijnego ogrodu rajskiego. Na końcu powieści powracają do ogrodu, tym razem takiego, który sami stworzyli, sami go uprawiają, ogródek ten też może symbolizować raj – tym razem raj prawdziwy, w którym ludzie osiągają szczęście. Trzecim ważnym „ogrodem” jest Eldorado, które być może jest ogrodem fałszywym, który należy opuścić, poszukując prawdziwego szczęścia. W Kandydzie jest też kilka innych symbolicznych ogrodów, jak altana w Paragwaju, w której Kandyd spotkał jezuitę – brata Kunegundy, ogród Prokuranta w Wenecji, wreszcie ogród starca w Konstantynopolu, za którego przykładem Kandyd zaczął uprawiać swój ogródek.

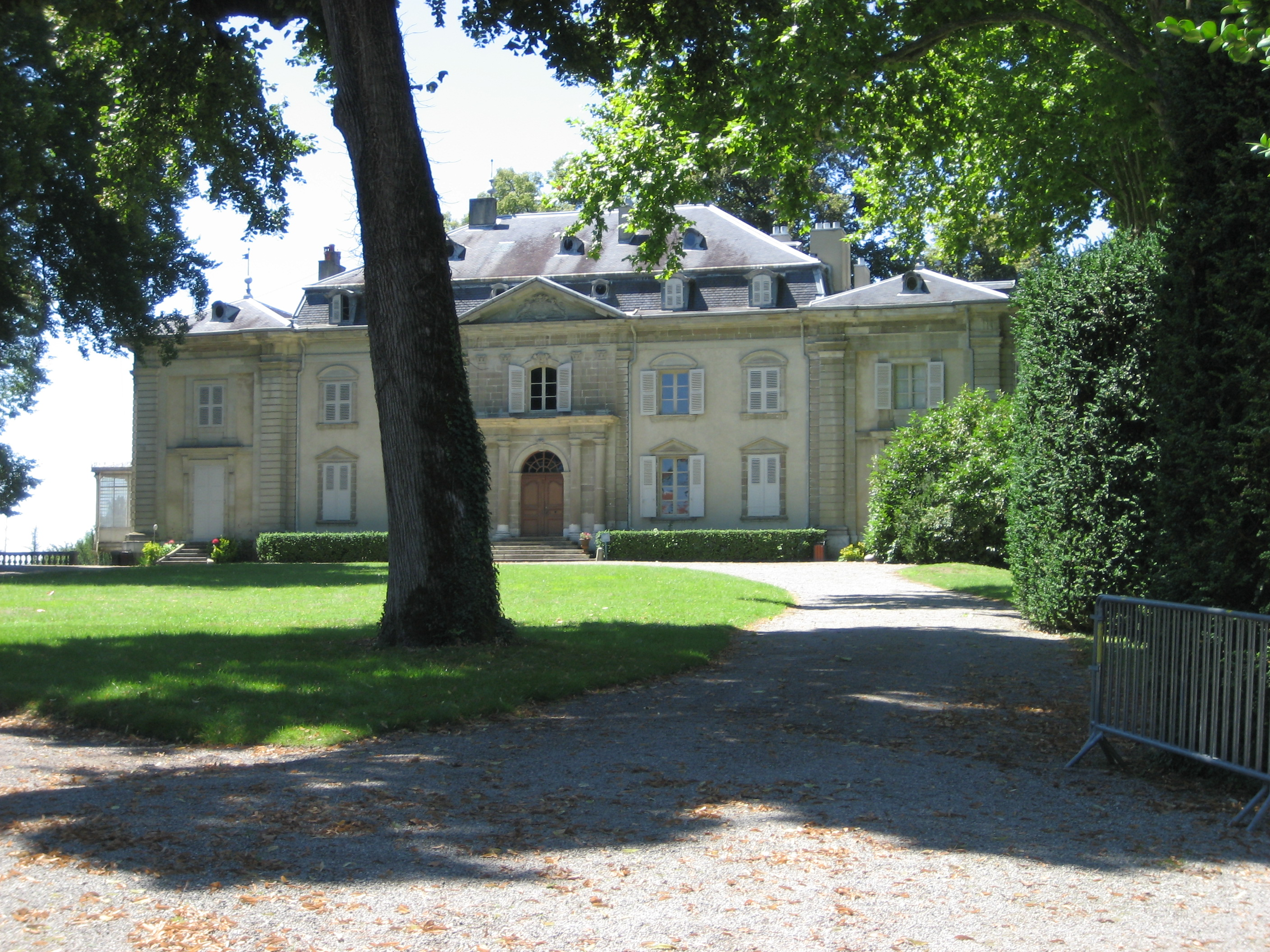
Posiadłość Voltaire’a w Ferney

W większości interpretacji Kandyda przyjmuje się, że ogrody te symbolizują Eden, utracony i, być może odzyskany na końcu powieści, raj. Niektórzy badacze, jak William F. Bottiglia, wskazują jednak, że ogrody mogą odnosić się do Wielkiej Encyklopedii Francuskiej, w której redagowaniu Voltaire też brał aktywny udział. Stwierdzenie Kandyda o konieczności „uprawiania naszego ogródka” może oznaczać wezwanie Voltaire’a skierowane do swoich przyjaciół – innych redaktorów Encyklopedii – do wycofania się z życia publicznego, aby w warunkach odosobnienia bardziej sprzyjających skupieniu tworzyć to bardzo ważne dla kultury oświecenia dzieło. Istnieją też dowody w korespondencji Voltaire’a, że redagowanie Encyklopedii przyrównywał on do uprawy ogródka.
Trzecią możliwością interpretacji stwierdzenia Kandyda o konieczności uprawiania ogródka jest po prostu wezwanie do porzucenia spraw wielkiego świata na rzecz prostej pracy tylko w celu zaspokojenia najbardziej podstawowych potrzeb i niedopuszczania nudy. Interpretacja taka odzwierciedlałaby poglądy samego Voltaire’a na ogrodnictwo. Od czasu do czasu sam sięgał po narzędzia ogrodnicze, aby pracować w swoich posiadłościach w Les Délices and Ferney i często pisał w swojej korespondencji, że ogrodnictwo jest dla niego pożyteczną rozrywką i sposobem na zwalczanie nudy.

## Reakcje na wydanieKandyda
Voltaire otwarcie przyznał się do napisania Kandyda dopiero w 1768 r. Przedtem powieść była publikowana jako rzekomy przekład z niemieckiego niejakiego doktora Ralfa, chociaż od początku autorstwo Voltaire’a było tajemnicą poliszynela. Ostrożność ta była podyktowana kontrowersyjnymi i obrazoburczymi treściami książki, która otwarcie naśmiewała się z władzy państwowej i kościelnej. Oburzenie wyrażane przez osoby związane z tymi kręgami i polemiki doprowadziły do tego, że Omer-Louis-François Joly de Fleury, Advocate General (przewodniczący) parlamentu paryskiego orzekł po opublikowaniu Kandyda, że fragmenty książki są „sprzeczne z zasadami religijnymi i moralnymi”.
Pomimo tak oficjalnego potępienia Kandyd odniósł natychmiastowy sukces, a (czasami trochę zmienione) zdania z powieści były szeroko cytowane, wchodząc też do codziennego języka (jak „zjedzmy jezuitę” – pochodzące od wezwania Uszaków „na rożen jezuitę” – czy już wspomniane „dobrze jest od czasu do czasu uśmiercić admirała, aby zachęcić innych”). Już w pierwszym roku w 20 wydaniach sprzedano około 20 do 30 tys. egzemplarzy; pod koniec stycznia 1759 r. książę La Vallière przypuszczał nawet, że Kandyd może stać się najszybciej sprzedającą się książką w historii literatury.
Potępienie książki znalazło swój wyraz między innymi w umieszczeniu jej w 1762 r. przez Kościół katolicki na Indeksie ksiąg zakazanych. W Stanach Zjednoczonych jeszcze na początku XX wieku zdarzały się przypadki konfiskaty Kandyda – ostatni taki przypadek miał miejsce w 1929 r., kiedy to władze celne w Bostonie zakazały importu francuskiego wydania książki, uznając ją za „obsceniczną”.

## Dziedzictwo

### Przeróbki i adaptacje
Już w 1760 r., w rok po opublikowaniu Kandyda, wydano ciąg dalszy powieści pod tytułem Kandyd, czyli optymizm. Część II (Candide, ou l'optimisme, seconde partie) pióra nieznanego autora (przypisuje się ją Thorelowi de Campigneulles, dziś już zapomnianemu autorowi, lub Henri Josephowi Du Laurens, pisarzowi, którego oskarżano o plagiatowanie Voltaire’a). Dzieło to opisuje nowe przygody bohatera w Imperium Osmańskim, Persji i Danii. Ogółem do 1803 r. ukazało się przynajmniej dziesięć naśladownictw lub ciągów dalszych Kandyda pióra różnych autorów.
Ze współczesnych nam adaptacji literackich Kandyda można wymienić Candido ovvero un sogno fatto in Sicilia włoskiego pisarza Leonarda Sciascia z 1977 r. (w której perypetie bohatera kończą się szczęśliwie), powieść Le voyage de Candide à Istanbul z 2001 r. pióra tureckiego pisarza, mieszkającego we Francji Nedima Gürsela, w której Gürsela rozwija epizod spotkania Kandyda z detronizowanym sułtanem Ahmetem III w Wenecji, oraz Candy, powieść Terry’ego Southerna z 1958 r., w której Kandyd (Candy) jest kobietą, a odrzucenie optymizmu przybiera postać satyry na prasę kobiecą, przemysł pornograficzny i popularną psychologię.
Kandyd miał też wiele adaptacji teatralnych i filmowych. Najbardziej znaną jest musical („operetka komiczna”) z 1956 r. z muzyką Leonarda Bernsteina, na podstawie sztuki amerykańskiej dramatopisarki Lillian Hellman. Chociaż chwalono muzykę Bernsteina, musical okazał się klapą finansową, przede wszystkim z powodu zbyt poważnego libretta Hellmann. O wiele większy sukces musical Kandyd odniósł 17 lat później, z nowym librettem Hugh Wheelera.

### WpływKandydana literaturę współczesną
Kandyd pozostał do dzisiaj najpopularniejszym utworem Voltaire’a i, wraz z jego kilkoma innymi powiastkami filozoficznymi, jest właściwie jedynym dziełem francuskiego filozofa czytanym przez szeroką publiczność. Powoduje to, że do dzisiaj wywiera też wpływ na innych autorów i inspiruje różne dziedziny literatury. Inspiracje powieścią Voltaire’a można odnaleźć na przykład u pisarzy wykorzystujących w swoich dziełach elementy czarnego humoru, takich jak Louis-Ferdinand Céline, Joseph Heller, John Barth, Thomas Pynchon, Kurt Vonnegut i Terry Southern.
Kandyd mógł też być inspiracją dla wielu XX-wiecznych powieści antyutopijnych z gatunku fantastyki naukowej, takich jak Nowy wspaniały świat Aldousa Huxleya, Rok 1984 George’a Orwella i My Jewgienija Zamiatina. W każdym z tych dzieł znajdują się odniesienia do sformułowania najlepszy z możliwych światów, a tytuł francuskiego przekładu Nowego wspaniałego świata Huxleya brzmi nawet Le Meilleur des mondes (Najlepszy ze światów).
W Kandydzie można też dostrzec podobieństwa z pewnymi dziełami teatru absurdu, jak Czekając na Godota Samuela Becketta. Zarówno w Kandydzie jak i dramacie Becketta bohaterowie odczuwają bezsens egzystencji, w zmaganiu się z nim pomaga im przyjaźń i powstająca dzięki niej więź emocjonalna. Z drugiej strony, w przeciwieństwie do dramatów teatru absurdu, chociaż świat Kandyda jest absurdalny, jego bohaterowie nie tracą całkowicie możliwości odnalezienia w nim sensu.